# Hospital de la Santa Creu i Sant Pau
Das Hospital de la Santa Creu i Sant Pau oder kurz Hospital de Sant Pau ist ein Klinikkomplex im katalanischen Jugendstil (Modernisme) in Barcelona, der vom katalanischen Architekten Lluís Domènech i Montaner geplant wurde. Es wurde zwischen 1902 und 1930 an der Avinguda Sant Antoni Maria Claret in zwei Bauphasen errichtet: die erste Phase wurde von Domènech i Montaner selbst zwischen 1902 und 1913 geleitet, die zweite Phase von 1920 bis 1930 von seinem Sohn Pere Domènech i Roura. Domènech i Montaners Plan sah 48 voneinander unabhängige Pavillons vor, die für die verschiedenen medizinischen Abteilungen benötigt wurden, eingebettet in eine weitläufige Gartenanlage. Die Verbindungsgänge sind wie alle anderen technischen Einrichtungen unter die Erde verlegt.
Bis 1913 wurden nur 13 modernistische Gebäude fertiggestellt; Pere Domènech fügte dann 6 weitere Gebäude in einem abgemilderten Modernisme und weitere Gebäude, die nicht mehr dieser Stilrichtung angehören, hinzu. Am 16. Januar 1930 übergab König Alfons XIII. das neue Krankenhaus seiner Bestimmung. Mit seinem Hauptgebäude und den zahlreichen Pavillons bildet das Hospital de Sant Pau zusammen mit dem Instituto Pere Mata de Reus (ebenso von Domènech i Montaner erbaut) einen der größeren Komplexe modernistischer katalanischer Architektur. Obwohl es nicht gelang, den gesamten Originalplan umzusetzen, wurde der Baukomplex durch mehrere Auszeichnungen und die Ernennung zum UNESCO-Weltkulturerbe im Jahr 1997 gewürdigt. Es stellt auch ein spanisches Kulturgut unter der Registriernummer RI-51-0004278-00000 dar.

## Vorgeschichte der Institution
Der Neubau des Hospitals de la Santa Creu i Sant Pau erlaubte es, die Dienste des Hospital de la Santa Creu neu unterzubringen. Das alte Hospital hatte seinen Ursprung im Jahr 1401, als sechs Hospitäler, die zu jener Zeit in Barcelona existierten, fusionierten. Dies waren das Hospital de l´Almoina von 1308 und das Hospital de Marcús (12. Jahrhundert), die vom Rat der Hundert (katalanisch Concell de Cent), dem obersten Regierungsgremium der Stadt Barcelona, geleitet wurden, das Hospital Colom von 1219 und das Hospital de Sant Macià (14. Jahrhundert), die dem Bischof unterstanden, das Hospital de Santa Eulalia sowie das Hospital de Santa Margarida, die vom Domkapitel abhingen. Sie waren aus Gründen der 1348 grassierenden Pest und der nachfolgenden demographischen Krise in tiefe wirtschaftliche Schwierigkeiten geraten. Am 1. Februar 1401 kamen der Rat der Hundert und das Domkapitel überein, die Hospitäler unter dem neuen Namen Hospital de la Santa Creu zu vereinigen. Als Standort wurde das Viertel El Raval am Standort des bisherigen Hospital Colom festgelegt. Bereits am 13. Februar begann in Anwesenheit von König Martin dem Humanen von Aragón der Bau, noch bevor am 3. September 1401 der Avignoner Gegenpapst Benedikt XIII. in einer Bulle die Übereinkunft zwischen Stadtregierung und Domkapitel bestätigte.
1407 wurde Guillem Abiell die oberste Bauleitung übertragen und 1450 war das Hospitalgebäude vollendet, das heute die Bibliothek von Katalonien beherbergt. Die Erlauchte Verwaltung setzte sich zusammen aus zwei Kanonikern der Kathedrale von Barcelona und zwei Mitgliedern des Rats der Hundert. Die Führung der Geschäfte wurde einem Prior übertragen, der immer ein Priester war. Bis 1904 war es die hauptsächliche Hilfs- und Pflegeeinrichtung im Fürstentum Katalonien und zusammen mit dem Hospital de Grácia in Zaragoza und dem Hospital General in Valencia eines der drei Schlüsselzentren sozialen Handelns im Königreich Aragón.
Während bis 1714 die Vormacht innerhalb der Erlauchten Verwaltung bei den zivilen Vertretern lag, kam es während der mit Philipp V. beginnenden Bourbonenzeit zu einer offensichtlichen Entfremdung zwischen den Mitgliedern, was zu einem wachsenden Einfluss der religiösen Seite führte. Damit wurde das zivile Krankenhaus immer mehr wie ein kirchliches Haus angesehen. Dies führte dazu, dass die Rolle der Ärzte eine untergeordnete war. Die Veränderungen in der ärztlichen Ausbildung während des 19. Jahrhunderts führten dazu, dass viele Ärzte äußerst heftige Kritik an der Arbeitsweise des Hospitals und ihrer Unterordnung unter die religiösen Interessen äußerten. Deshalb stellten städtische Inspektionen wie die von 1847 und zahlreiche Artikel in der Presse die Politik der Einrichtung in Frage und es wurde darum gekämpft, dass die Ärzte der 1760 begründeten medizinischen Fakultät und das Universitätskrankenhaus an eine andere Institution verlegt würden.
Vom Beginn des 19. Jahrhunderts an häuften sich die Klagen über das überalterte, mittelalterliche Gebäude und die Unmöglichkeit, seine Erweiterung angesichts der wachsenden Verstädterung von El Raval und des gleichzeitig zunehmenden Pflegebedarfs zu gewährleisten, ebenso wie die harsche Kritik am Verwaltungsmodell der Einrichtung. Dessen Charakter als private Wohltätigkeitsorganisation, die von Almosen abhängig war, wurde von der kirchlich dominierten Erlauchten Verwaltung verteidigt. Barcelona konnte dem bis zur Gründung des Hospital Clínic am 23. Dezember 1906 kein anderes Krankenhaus unter öffentlicher Verwaltung gegenüberstellen.

## Das Vermächtnis von Pau Gil

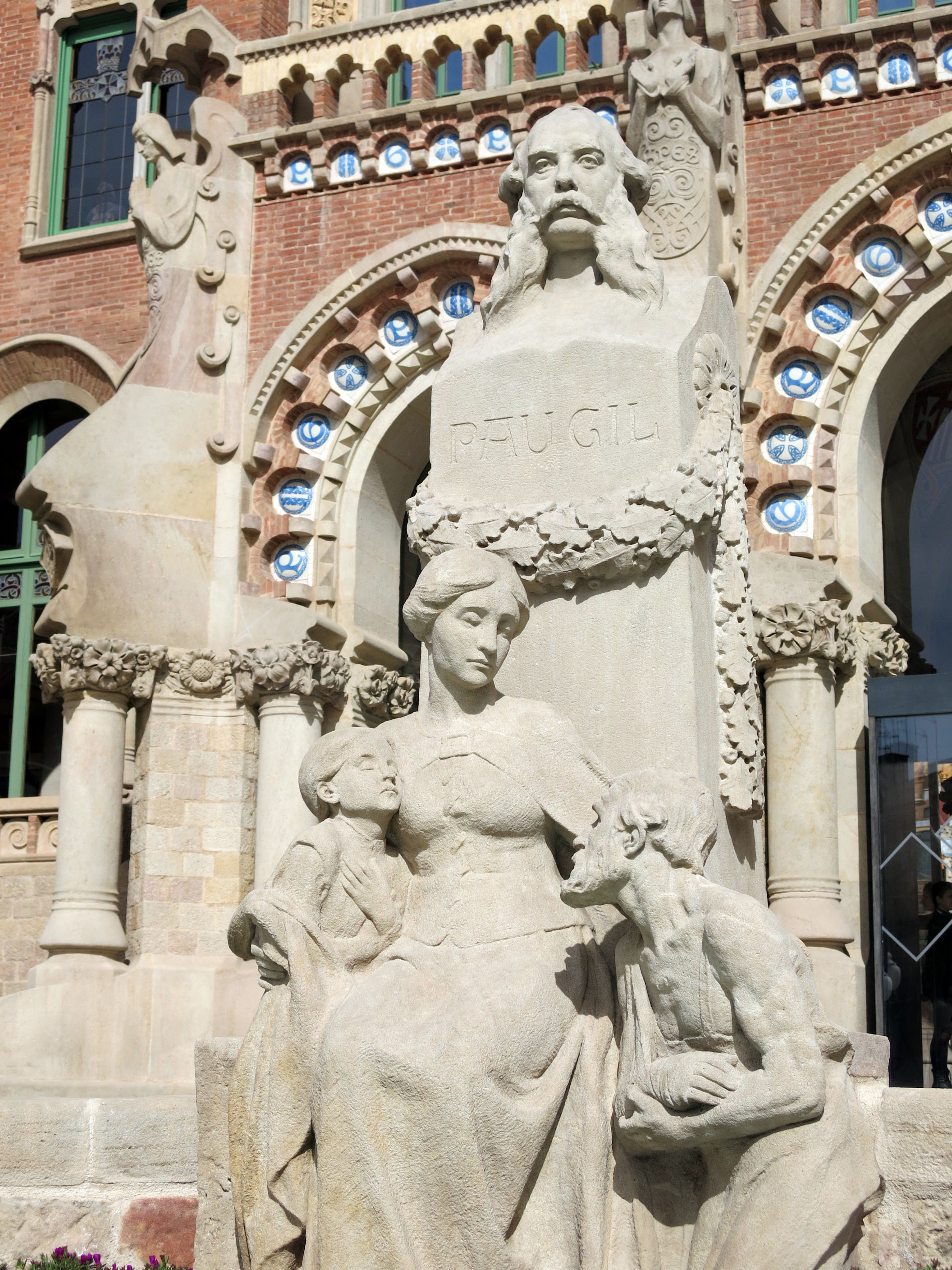
Monument für Pau Gil i Serra von Eusebi Arnau (1930); Caritas versorgt die Kinder und die Alten

Pau Gil i Serra (* 30.12.1816 in Barcelona; † 30.04.1896 in Paris) hatte sich mit 17 Jahren in Paris niedergelassen und war ein angesehener Geschäftsmann in der Pariser Gesellschaft. Er hatte von seinem Vater eine Flotte von Transportschiffen geerbt und von seinem Bruder Pere die „Banca Gil“. Durch Aktivitäten im Bergbau und in Eisenbahnen, davon viele in Spanien, hatte Pau Gil sein Vermögen vermehrt. Alleinstehend und ohne Nachkommen beschloss er mit 76 Jahren, ein Testament aufzusetzen, in dem er die Hälfte seines Erbes für den Bau eines neuen Hospitals in Barcelona hinterließ. Das Testament wurde am 17. September 1892 ausgefertigt und nach dem Tod von Pau Gil eröffnet. Er verfügte darin die Liquidation seiner Bank und die Aufteilung des Großteils seines Vermögens für den Bau eines zivilen Hospitals in Barcelona unter dem Patrozinium des hl. Paulus. Der Anteil, der darauf schließlich entfiel, betrug 4 Millionen Peseten. Mit diesen Mitteln wurde das nun Hospital de la Santa Creu i Sant Pau genannte Krankenhaus erbaut.
Pau Gil bestimmte, dass seine Testamentsvollstrecker Joan Ferrer-Vidal i Soler und Manuel Sivatte i Llopart eine Kommission aus einem Arzt, einem Architekten und einer weiteren kompetenten Person bestimmen müssten, die Anweisungen für den Krankenhausbau durchführen sollte. Sie sollten folgendes sicherstellen:
- Die Kapazität des Krankenhauses müsse durch die Höhe des Vermächtnisses begrenzt werden.
- Das architektonische Projekt würde durch einen Wettbewerb ausgewählt werden.
- Es sollte einen einheitlichen Baukörper haben.
- Als Modell sollten die Krankenhäuser in Paris dienen.
- Erst wenn das Krankenhaus fertig gebaut wäre, würde es dem neuen Eigentümer übergeben. Die Stiftung solle nur die Kosten des Erwerbs des Geländes und des Baus abdecken, die Deckung der laufenden Kosten des Krankenhauses müssten von demjenigen getragen werden, der die Verwaltung des Hauses übernähme.
- Das Angebot zur Übernahme sollte dem Stadtrat von Barcelona oder einer ähnlichen Körperschaft gemacht werden, die „die Sicherheit der Einhaltung der Instruktionen bietet, um das Haus zu einem Ort zu machen, an dem die Unglücklichen jederzeit willkommen geheißen werden können.“ Obwohl nicht explizit erwähnt, ist es evident, dass Pau Gil dabei an das Hospital de la Santa Creu dachte, das er offensichtlich kannte.
- Das Krankenhaus müsse von der Kongregation der Kleinen Schwestern der Armen (französisch Petites sœurs des pauvres) pflegerisch versorgt werden.

Auf diesem Weg wollte Pau Gil i Serra, dass seine Stiftung den Armen und der Medizin nach einem Modell wie in Paris dienen sollte, wo die Städtische Wohltätigkeitsverwaltung die öffentlichen Hospitäler verwaltete, auch wenn diese von privaten Wohltätern gespendet worden waren. Pariser Vorbilder waren Anselm von Rothschild mit dem 1852 gestifteten Hôpital Rothschild oder Aristide und Marguerite Boucicaut mit dem 1887 gestifteten Hôpital Boucicaut.
Obwohl letztlich einige der Bedingungen nicht so erfüllt wurden, wie es der Stifter gewollt hatte, wurden die zentralen Ideen des Vermächtnisses von Pau Gil respektiert.

## Die Stationen bis zum Baubeginn
Die Testamentsvollstrecker wurden mit einer Klage auf Erklärung der Nichtigkeit des Testaments durch den Neffen Pere Gil konfrontiert, der im Testament nicht bedacht worden war. Letztlich wurde eine Einigung erzielt, die Klage verzögerte aber die Umsetzung des Testaments um 18 Monate. Dann wurden gemäß der Vorgaben die Königliche Medizinische Akademie von Katalonien, die Stadtverwaltung von Barcelona und der Verwaltungsrat des Hospital de la Santa Creu gebeten, jeweils eine Person für die Kommission zu ernennen, die über die hygienischen und sanitären Bedingungen entscheiden sollte, die das Bauland erfüllen sollte. Es wurden benannt: der Mediziner Manuel Salinas, der Architekt und Professor an der Naturwissenschaftlichen Fakultät Josep Domènech i Estapà und der Kanoniker Valentí Basart, Verwalter des Hospital de la Santa Creu.
Diese Kommission erwarb am 31. Oktober 1898 zwei Grundstücke im Viertel Sarrià für 500.000 Peseten. Am 14. Dezember desselben Jahres veröffentlichte sie ein Anforderungsprofil für das Bauprojekt mit vagen Angaben zur Bettenzahl, zur Lage auf dem erworbenen Grundstück, einem Entwurf der zeitgenössischen medizinischen Vorstellungen und einer Budgetgrenze von 2 Millionen Peseten. Drei Projektpläne gingen ein und wurden einem Entscheidungsgremium aus den Architekten Emili Sala i Cortés, Pere Falqués i Urpí und Josep Amargós i Samaranch vorgelegt. Diese sprachen sich am 22. Mai 1900 für den Plan „Salud“ des Kommissionsmitglieds Prof. Josep Domènech i Estapà aus. Die Kommission wollte auch noch medizinischen und technischen Rat einholen, worauf sich aber diese medizinische Expertengruppe gegen alle drei Pläne aussprach, da sie nicht den Prinzipien der Krankenhaushygiene genügen würden. Daraufhin trat Prof. Domènech i Estapà aus der Kommission zurück, kurz darauf starb noch das kirchliche Mitglied Basart. Neue Kommissionsmitglieder wurden der Neffe des Stifters, Leopold Gil, und der Architekt Enric Sagnier i Villavecchia.
Am 21. Juni 1901 akzeptierte die Erlauchte Verwaltung des Hospital de la Santa Creu die Übernahme der Verwaltung des zukünftigen Krankenhauses unter der Bedingung, dass es auf von ihr bereits erworbenen Grundstücken in der nordöstlichen Vorstadt Sant Martí de Provençals erbaut werde. Nach einigem Hin und Her einigte man sich schließlich, dass im Tausch gegen beide Grundstücke ein noch größeres Areal im heutigen Stadtteil Gràcia Nova erworben werden sollte. Nachdem noch im Juni Lluís Domènech i Montaner mit der Anfertigung eines vorläufigen Plans beauftragt worden war, erfolgte am 15. Januar 1902 bereits die feierliche Grundsteinlegung. Doch es dauerte noch bis Februar 1905 bis zum wirklichen Beginn der Bauarbeiten, da die Kommission zunächst 8 Krankenpavillons, das Betriebsgebäude und die Zentralverwaltung bauen wollte, die Verwaltung von Santa Creu aber das Gebäude für die religiöse Gemeinschaft, die Küche und die Apotheke als vordringlich ansah.

## Der modernistische Baukomplex

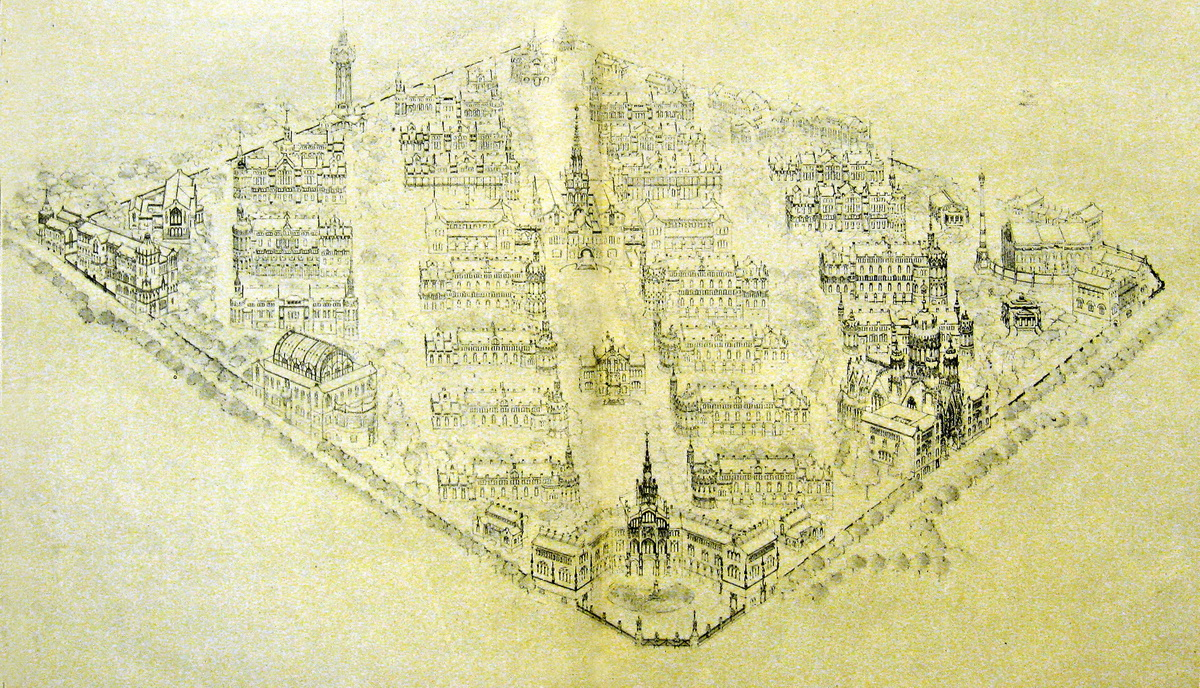
Originalplan des Areals von Domènech i Montaner (1905), veröffentlicht im Jahrbuch des Kollegs der Architekten von 1914; unten die Zentralverwaltung, dahinter in der Achse die Reihen der Klinikpavillons

### Die Gestaltung des Klinikareals
Der Komplex sollte eine Fläche von 145.470 m² einnehmen, wobei Domènech i Montaner absolute Freiheit bezüglich der Gestaltung, des Baus und der Dekoration des Krankenhauses genoss. Dies ermöglichte es ihm, all das Wissen umfassend zu verwirklichen, das im Bauatelier für das „Schloss der drei Drachen“ (Castell dels Tres Dragons), dem Café-Restaurant der Weltausstellung von Barcelona (1888), angesammelt worden war. Er beschäftigte teilweise dieselben Handwerker am Hospital de Sant Pau, wie den Bildhauer Eusebi Arnau oder die Keramikfabrik Pujol i Bausis aus Esplugues de Llobregat. Verschiedene Skulpturen an der Fassade und im Innenbereich wurden auch von dem Bildhauer Pablo Gargallo Catalán gestaltet.
Die Gelegenheit, Konzepte und Techniken für ein Gesundheitszentrum zu entwickeln, hatte er am Pere Mata Institut, einer psychiatrischen Klinik in Reus bei Tarragona, die er zwischen April 1898 und 1. März 1900 gebaut hatte. Er untersuchte auch verschiedene Lösungen, die in Europa bereits angewendet wurden: das Hôpital Lariboisière in Paris, das St Thomas’ Hospital in London, das Hôpital Brugmann in Laeken bei Brüssel und das Militärkrankenhaus im französischen Toul. Darauf aufbauend schlug er ein hygienisch-architektonisches Programm vor, das auf isolierten Pavillons basiert, die durch unterirdische Galerien miteinander verbunden sind, für seine Zeit eine absolut innovative Lösung. Das ausgewählte Gelände erfüllte wichtige Gesundheitsaspekte, die heute nicht mehr so stark Berücksichtigung finden, wie die „Lage am Fuße der Berge in einem Gebiet weit weg von der Stadt und mit Blick auf das Meer“, obwohl andere Aspekte heute noch gültig wären, wie z. B. ein großer Anteil an begrünten Innenhöfen, in denen Patienten und Besucher spazieren gehen und sich im Freien aufhalten konnten, so dass sie sich mehr wie in einem Sanatorium als in einem abgeschlossenen Krankenhaus fühlten. Dies ermöglichte Domènechs Konzeption eines Krankenhauskomplexes mit eigenem städtebaulichem Design, der auf eine Nord-Süd-Achse ausgerichtet ist und daher eine maximale Sonneneinstrahlung in Richtung der Hauptfassaden genießt. Die innovative Vision des Architekten verleiht dem Komplex einen eigenen Charakter, weg vom Konzept des „Krankenhauspalasts“ und hin zu dem einer „Gartenstadt“, einer kleinen Stadt in der Stadt, funktional, ästhetisch, human und modern.

### Der originale Entwurf
Das ursprüngliche Projekt von Domènech i Montaner bestand aus 48 Pavillons, die nach einem identischen Baumuster errichtet um zwei Hauptachsen (Süd-Nord und Ost-West) von 50 Meter Breite verteilt waren, mit komplementären Achsen von 30 Metern. Diese Hauptachsen, auf den Diagonalen des Komplexes gelegen, bilden ein Kreuz, das allgegenwärtige Symbol eines Krankenhauses. Fünfundzwanzig der Pavillons sollten einstöckig, elf zweistöckig sein. Zwölf Pavillons sollten für verschiedene Dienstleistungen reserviert sein. Alle hatten einen Keller und waren durch unterirdische Galerien miteinander verbunden, so dass sich Personal und Patienten von einem zum anderen bewegen konnten, ohne nach draußen gehen zu müssen. Diese Galerien dienten auch technischen Zwecken, um Einrichtungen und Rohrleitungen z. B. für Wasser und Gas außerhalb der Pavillons zu lokalisieren und deren Wartung zu erleichtern.

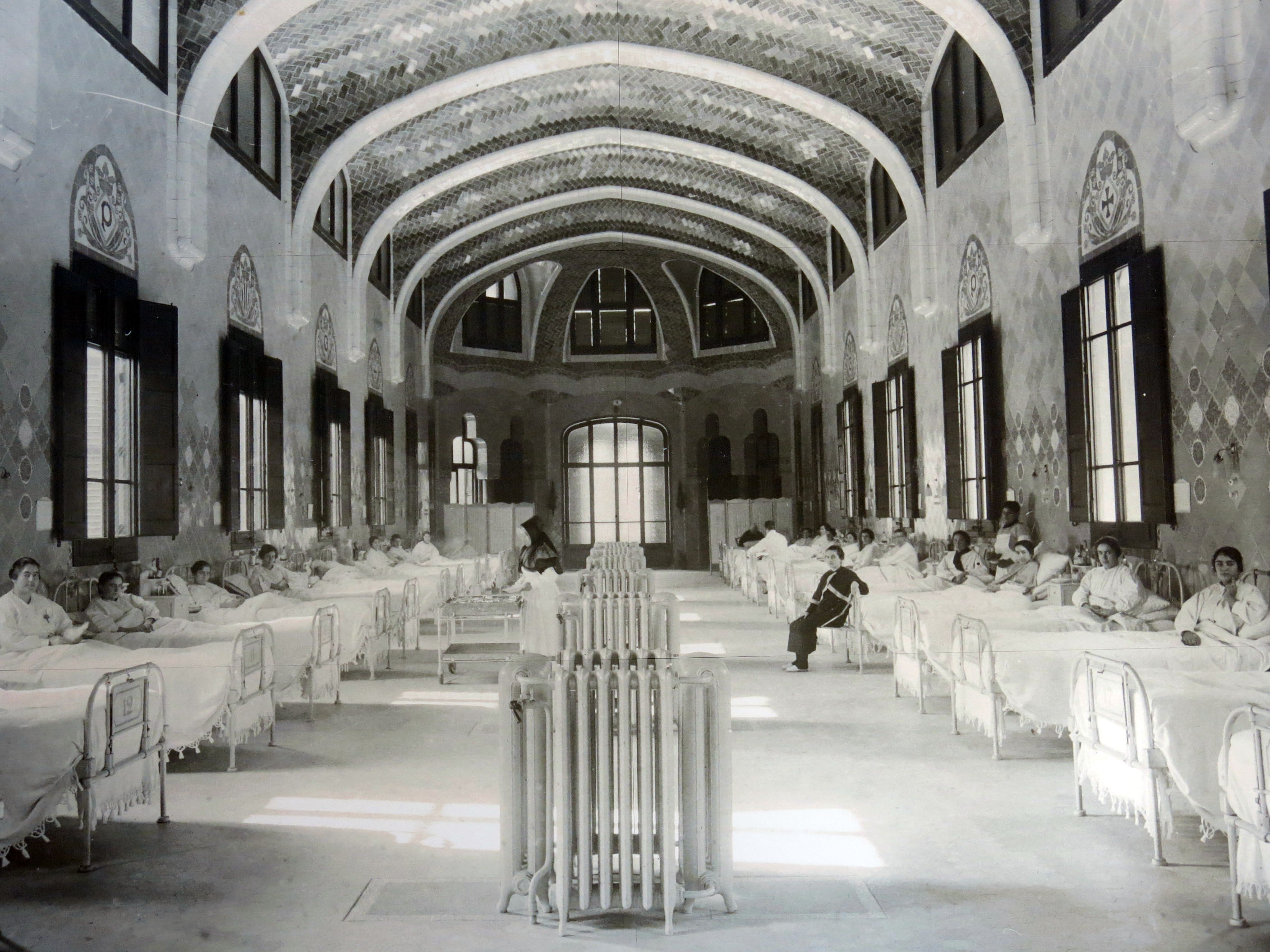
Krankensaal im Pavillon Sant Rafael um 1925

Die unterschiedlichen Gebäudehöhen mussten den visuellen Effekt der Neigung des Geländes mildern. Die einzigen, die sich in Form und Höhe unterschieden, waren die Hauptverwaltung am Eingang, das Gebäude der religiösen Gemeinschaft, das für die Gottesdienste bestimmt war und sich in der Mitte des Kreuzes befand, und das Gebäude für die Operationen, auf halbem Weg zwischen diesen beiden.
Die für die Patienten bestimmten Pavillons haben einen großen rechteckigen Krankensaal mit einer modularen Struktur, die aus einer Abfolge von acht leicht spitzen Bögen mit sieben Zwischengewölben besteht, die von Säulen zwischen den Fenstern getragen werden. An einem Ende des Krankensaals ordnete Domènech zwei zylindrische Elemente an: den Wassertank und einen Servicebereich, der eine kleine Küche und einen runden Raum neben dem Eingang einschloss, der als „Aufenthaltsraum“ für Patienten und ihre Familienangehörigen konzipiert war. Jede Etage hatte einen separaten Raum für das Pflegepersonal.
Äußerliches Hauptelement der Pavillons ist das Portal, das sehr reich mit einem Steinrahmen und Blumendekorationen verziert ist. Über dem Portal befindet sich der imposanteste und symbolträchtigste dekorative Teil in Bezug auf die Identität eines jeden Pavillons. Er zeigt den jeweiligen Schutzpatron in einer Art Tempel, der von zwei Zinnen mit glasierter Keramik an den Enden flankiert wird. In einigen Fällen wird das Ensemble durch Engelsfiguren neben dem Tempel komplettiert.
Zwischen den Pavillons befindet sich jeweils eine gärtnerische Zone mit einem gewundenen Pfad, der zwei Grünflächen entstehen lässt, eine winterliche an der Nordseite des einen Pavillons und eine sommerliche südlich des angrenzenden. Diese Landschaftsgestaltung wurde auch unter Berücksichtigung ihrer Funktion entworfen, die keine andere war, als eine gesunde und friedvolle Umgebung für die Kranken zu schaffen. Unter den angepflanzten Bäumen waren Rosskastanien (Aesculus hippocastanum), Eschenblättrige Ahorne (Acer negundo), Judasbäume (Cercis siliquastrum), Zedern (Cedrus libani), Zypressen (Cupressus sempervirens), Eiben (Taxus baccata) und Weißtannen (Abies alba).
Die Gestaltung des Komplexes enthielt auch die Trennung der Pavillons zwischen Männern und Frauen. Diejenigen der Männer auf der östlichen Seite tragen die Namen männlicher Schutzpatrone, diejenigen der Frauen auf der Westseite stehen unter dem Patrozinium weiblicher Heiliger oder der Jungfrau Maria. Domènech achtete besonders darauf, die Operationspavillons von denen zu trennen, in denen Patienten mit ansteckenden Krankheiten untergebracht werden sollten. Für diese waren kleine Quarantänepavillons reserviert (die schließlich nicht alle gebaut wurden). Ein weiterer, vollkommen innovativer Aspekt des originalen Entwurfs war der Einsatz neuer Technologien, wie der Zentralheizung und der Erzeugung des elektrischen Lichts auf dem Klinikgelände selbst oder, in Bezug auf die Medizin, einer bedeutenden pharmazeutischen Abteilung, die als Forschungsaktivität angesehen werden muss, wie sie sonst nur für eine Universität typisch war. Gemäß der puren Linie des Modernismus agierte Domènech i Montaner als integraler Künstler, der sich bis ins Detail um alle funktionalen Aspekte und alle künstlerischen Dekors kümmerte.

### Die Pavillons von Domènech i Montaner
| Bild | Daten | Bild | Daten |
| ---- | --- | ---- | --- |
|      | Edifici d´Administració (Gebäude der Hauptverwaltung) erbaut 1902–1911 Hauptgebäude und Visitenkarte des Hospitals In drei Teile gegliederter Baukörper, der Zentralbau mit einer imposanten, neugotischen Turmstruktur mit Uhr und bedeutendem Bildschmuck; Seitenflügel eher konventionell, jedoch mit vielen modernistischen Schmuckelementen.                                                                      |      | Edifici d´Operacionserbaut 1902–1911 Gebäude mit drei Stockwerken und halbgeschossigem Souterrain; sein Patrozinium ist das der hl. Kosmas und Damian, Schutzpatrone der Ärzte und der Apotheker. Das ikonographische Programm beschränkt sich nicht auf diese Figuren, sondern enthält eine breite Palette an Skulpturen und Keramik.                                                                              |
|      | La Puríssima (Unbefleckte Empfängnis); Marededéu del Carme (Muttergottes vom Berg Karmel); Marededéu de la Mercè (Muttergottes der Barmherzigkeit); Marededéu de Montserrat (Unsere Liebe Frau von Montserrat) erbaut 1902–1911 Dies sind die vier ersten Pavillons der Westseite vom Eingang her. Es handelt sich ursprünglich um identische Pavillons, die z. T. spätere Umbauten oder Erweiterungen erlitten haben. |      | Pavelló Santa Apollònia; Pavelló Sant Jordi (hl. Georg) erbaut 1902–1911 ; restauriert 2010 Sie stehen zu beiden Seiten der Hauptverwaltung. Es sind zwei kleine Pavillons unter dem Patrozinium der Schutzpatronin der Zahnärzte bzw. des Schutzpatrons der Reiter, Soldaten und Schmiede. Diese beiden kleinen, isolierten Pavillons sollten zur Erkennung von möglicherweise ansteckenden Fällen dienen.         |
|      | Pavelló Sant Leopold; Pavelló Sant Salvador erbaut 1902–1911 Dies sind die beiden ersten Pavillons der Ostseite vom Eingang her. Der hl. Leopold wurde als Patron zu Ehren von Leopold Gil i Llopart, Neffe des Stifters, ausgewählt. Der Neffe stand auch Modell für die Skulptur. |      | Sant Rafael erbaut 1914–1918 ; restauriert 2010 Es handelt sich um den dritten Pavillon der Ostseite vom Eingang her. Er war der erste, der unter einem anderen Stifter als Pau Gil erbaut wurde. Er wurde von Rafael Rabell und seiner Tochter Concepción finanziert. In seiner Dekoration, den Mosaiken und dem äußeren Steinmaßwerk ersetzt deswegen ein R das sonst allgegenwärtige G der vorherigen Pavillons. |

### Die Pavillons von Domènech i Roura
| Bild | Daten | Bild | Daten |
| ---- | --- | ---- | --- |
|      | Edifici del Convent erbaut im Jahrzehnt ab 1920 Es sind in Realität drei Gebäude, die miteinander verbunden sind. Im mittleren Gebäude war das Kloster der Kleinen Schwestern der Armen untergebracht, im Westen befand sich die Apotheke, im Osten die Küche. Später wurde im Osten die Cafeteria eingerichtet. Der Zugang zum Ostflügel wurde mit der 1928 hier eingebauten Fassade der zerstörten Barockkirche Santa Marta verziert. |      | Església erbaut 1922–1925 Sie besteht aus einem Mittelschiff und zwei Seitenschiffenmit Apsis und Chorumgang sowie einer Glockenkuppel über dem Querschiff. |
|      | Pavelló L´Assumpció (Mariä Aufnahme in den Himmel); Pavelló Sant Manuel erbaut 1922 Der Pavillon Mariä Aufnahme in den Himmel wurde noch in unverändertem Modernismus begonnen und von Lluïsa Rabell i Patxot im Gedenken an ihre Mutter Asunción gestiftet. Er hat seither viele Veränderungen erfahren. Der Pavillon des hl. Emanuel wurde von den Brüdern Mariné Molins finanziert.                                                  |      | Pavelló Sant Antoni erbaut 1929 ; mittlerweile stark verändert Er liegt zwischen dem Konventbau und dem Bau der Rekonvaleszenz. Sein Stil ist verfälscht in Bezug auf Grundriss, Höhe im Vergleich zu den übrigen Gebäuden und den äußeren Oberflächen. Seien Erweiterungen erfolgte ohne großes architektonisches Interesse. |
|      | Pavelló Sant Frederic; Pavelló Sagrat Cor (Heiligstes Herz Jesu ; 2011 zerstört) erbaut 1928 Der Pavillon des hl. Friedrich ist ein kleineres Gebäude, das von Frederic Benessat finanziert wurde. Beim Pavillon des Heiligsten Herzen Jesu handelte es sich um ein eher konventionelles Leitungs-gebäude, das 2011 abgebrochen wurde.                                                                                                  |      | Pavelló Santa Victòria erbaut 1926 Der Pavillon der hl. Victoria wurde von Elvira und Emilia Llagostera finanziert und Papst Benedikt XV. geschenkt, der es wiederum dem Krankenhaus vermachte. Zusätzlich stiftete Francesca Prat einen Beitrag für diesen Pavillon.                                                         |

### Das Gebäude der Hauptverwaltung

#### Gesamteindruck
Das Verwaltungsgebäude befindet sich direkt hinter dem Haupteingang und ist prägend für das Bild des gesamten Komplexes. Seine Fassade ist die meistdekorierte des gesamten Krankenhausareals und zugleich die höchste, da sie von einem Uhrturm überragt wird, der dem Gebäude eine imposante Ausstrahlung verleiht. Hier nutzte Domènech i Montaner die Gelegenheit, Keramik und ornamentale Mosaike sowie ein breites Spektrum an Skulpturen einzusetzen. Er nutzte den religiösen Charakter der Institution, die das Krankenhaus verwalten sollte, um eine breite Ikonografie abzubilden, die die verschiedenen Empfindlichkeiten der historischen Krankenhäuser, aus denen die Institution hervorging, abdecken und den gemeinnützigen Charakter des neuen Krankenhauses hervorheben würde. Seine tiefe Kenntnis der christlichen Symbolik und der Heraldik ermöglichte es ihm, die Autorenschaft für die Entwürfe bis in die kleinsten Details hinein zu übernehmen. Er wurde schnell dafür kritisiert, ein Krankenhaus geschaffen zu haben, das „mehr von der Atmosphäre einer königlichen Residenz hatte, als für den Aufenthalt von ‚kranken Armen‘“, und anlässlich der offiziellen Einweihung am 16. Januar 1930 sagte König Alfons XIII.: „Sie sind recht paradox, die Einwohner von Barcelona, sie stellen ihren Kranken einen Palast hin und ihrem König einen Stall“.

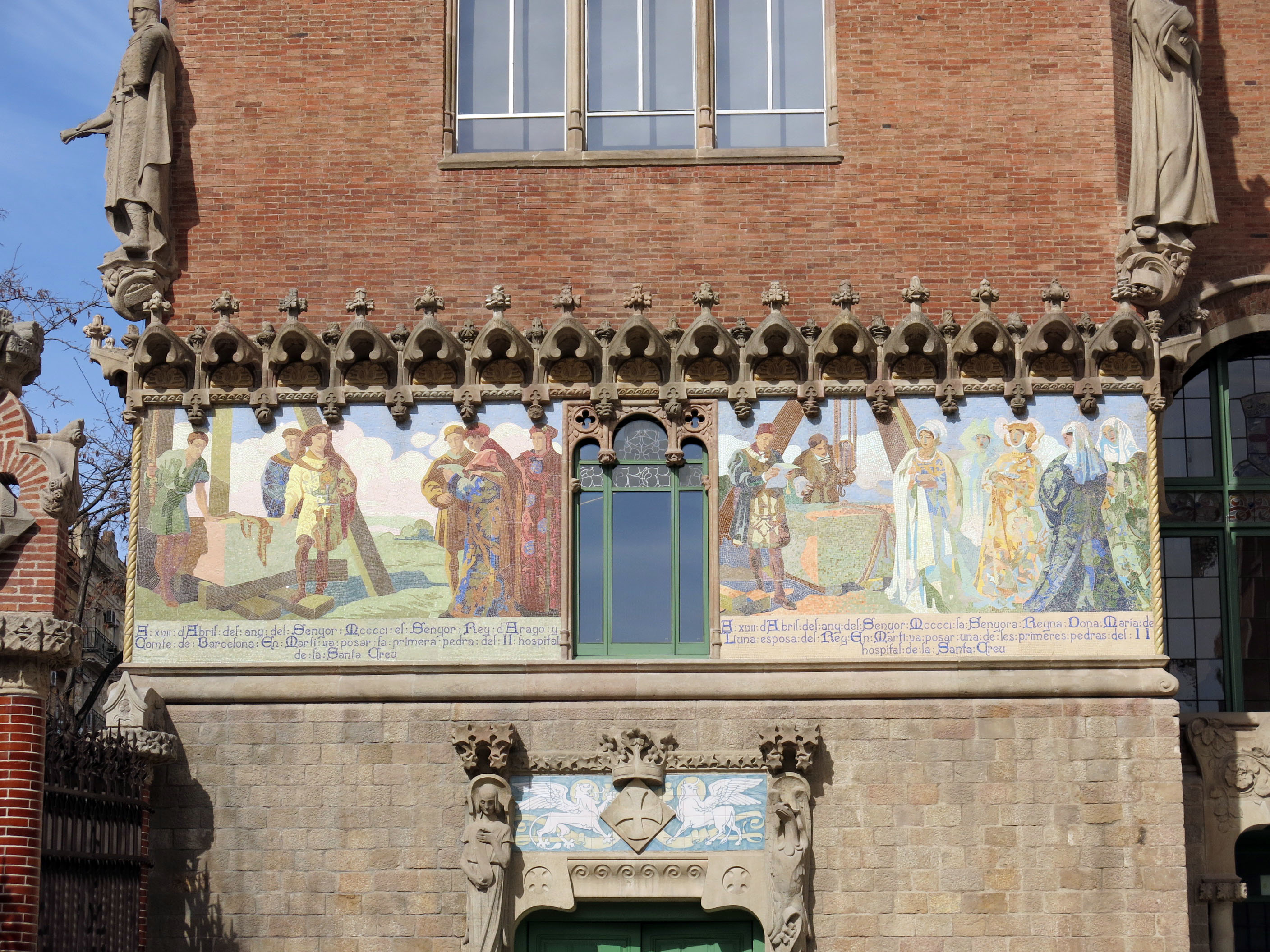
Seitenflügel der Hauptverwaltung mit einem Mosaik, das die Grundsteinlegung des mittelalterlichen Hospital de la Santa Creu zeigt

Das Gebäude besteht aus drei Baukörpern. Der zentrale Bau, an dessen Fassade sich der größte Teil der Ikonografie befindet, enthält die meisten institutionellen Räume und schließt mit dem Uhrturm ab. Die beiden Seitenflügel sind in Bezug auf den Zentralbau leicht abgewinkelt, was dem Ganzen eine einladende Konkavität verleiht, was ebenso die Funktion als Hauptzugang unterstützt. Der Raum zwischen dem Zaun entlang der Straßen und dem Zugang zum Gebäude selbst bietet die nötige Entfernung, um die Majestät des Baukörpers zu betrachten, und weist eine diskrete Landschaftsgestaltung auf, welche die Doppeltreppe umgibt, die vom Niveau der Straße zum Arkadenvorplatz des Gebäudes führt. In der Mitte des Vorplatzes und über dem Eingang befindet sich das Monument für den Stifter Pau Gil i Serra, ein Werk von Eusebi Arnau, bestehend aus einer Büste des Wohltäters und einer Allegorie der Caritas, die alle Lebensalter empfängt.
Die beiden Seitenflügel weisen drei Ebenen auf und sich weniger prächtig dekoriert als der Zentralbau. Sie besitzen große Glasfronten im Erdgeschoss, Doppelfenster im ersten Stock und dreibogige Fenster im zweiten Obergeschoss. Beide Gebäude verbreitern sich zu den Straßen hin und bergen im Inneren edle Räume: Im Osten befindet sich die Cambó-Bibliothek und im Westen der Archivraum, Räume, die im 20. Jahrhundert durch eine „funktionalere“ Nutzung beschädigt wurden und nun wiederhergestellt werden.

#### Die Fassade
Der zentrale Körper der Hauptfassade ist wie ein Altarretabel in drei vertikale Züge strukturiert, die in drei Stockwerken jeweils von vier Pilastern begrenzt werden. Im ersten Geschoss sind diese aus Stein, in den beiden oberen aus Ziegeln. Auf der unteren Ebene befinden sich drei Zugangstüren, deren Portale mit Archivolten überwölbt sind, die Medaillons aus blau-weißen Fliesen tragen, in denen sich vier Elemente wiederholen: die Initialen „P“ und „G“ des Stifters, ein Tatzenkreuz als Symbol des bisherigen Hospitals und die Pfähle aus dem Stadtwappen Barcelonas. Diese ikonografischen Elemente wiederholen sich auch an verschiedenen Stellen der Einfriedung. Solche blau-weißen Fliesen wurden von Domènech i Montaner auch an der Casa Thomas (1895–1998), in der Fonda España (1898–1903) und im Seminario Mayor von Comillas (vor 1904) häufig verwendet.
Die Portale werden von vier Steinsäulen flankiert, in die große Skulpturen in der Form von Hermen eingearbeitet sind, die an die Engel Otto Wagners in Wien erinnern. Sie sind das Werk von Pablo Gargallo und symbolisieren die drei Theologischen Tugenden Glaube, Hoffnung und Liebe sowie die guten Werke, die notwendigerweise diese Tugenden begleiten müssen. Es sind hieratische Figuren mit geschlossenen Flügeln, in einem sehr eigenen Stil, die sich an der Nordfassade und den Säulen der Veranda des Operationsgebäudes wiederholen.
Auf der zweiten Ebene befinden sich drei große Fenster mit Bögen, die denen der Portale ähneln, aber ein neugotisches Steindekor besitzen. Das zentrale Fenster hat drei dreibogige Teile, die durch feine Säulchen voneinander getrennt sind, die beiden Seitenfenster jeweils zwei. Die Glasfenster gehören zum gemäßigten Modernisme. Vor den Fenstern befindet sich ein zeremonieller Balkon, der entlang der gesamten Fassade verläuft.
Auf der dritten Ebene befindet sich ein großes Skulpturenensemble. Dies besteht aus:
- Dem Wappen, welches sich in der Mitte der Hauptfassade befindet: Es ist eine Weiterentwicklung des ursprünglichen Wappens des alten Hospital de la Santa Creu, das den gleichen ikonographischen Leitlinien folgt, mit den Unterschieden, dass das alte Wappen nicht gekrönt war und die Engel, die es flankierten, knieten. Das Wappen ist das Werk von Eusebi Arnau und erscheint in einem Kreis vor blau-gelbem Mosaik, das das Himmelsgewölbe darstellt, unter einem Blendbogen. Der reich dekorierte Schild mit seinen Kreuzen und Pfählen vor goldenem Grund hebt sich davon deutlich ab, ebenso die königliche Krone und die Schildhalter, die rechts Äskulap mit Stock und Schlange und links Hippokrates, der als Vater der Medizin das Buch des Lebens trägt, darstellen. Sie stehen auf zwei Säulen, die die Achsen der Welt darstellen[14].Skulpturenensemble der dritten Fassaden-ebene: zentral das Wappen, flankiert von je drei männlichen und weiblichen Schutzpatronen und umgeben von vier Engeln (Eusebi Arnau und Pedro Gargallo y Catalán)

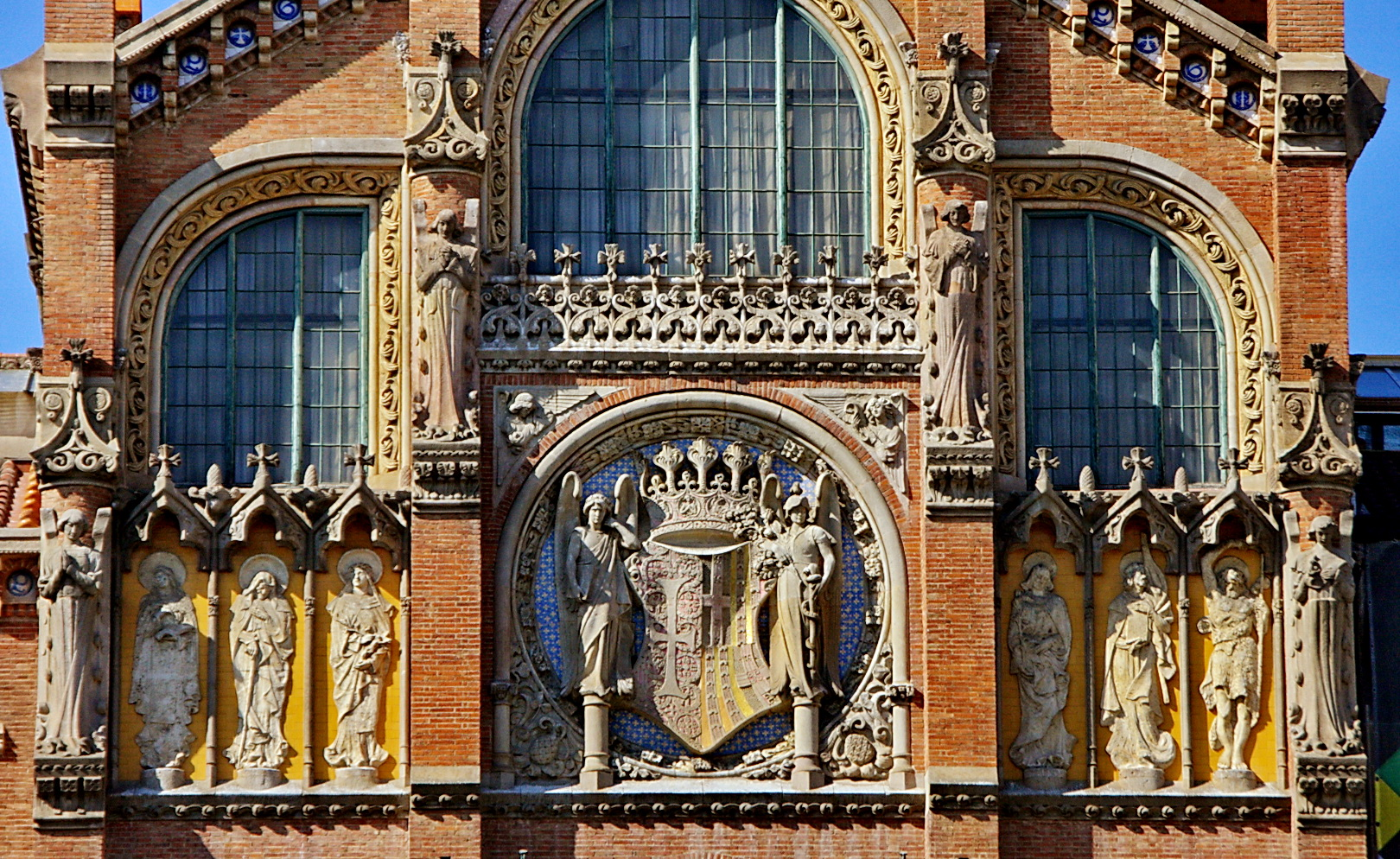
Skulpturenensemble der dritten Fassaden-ebene: zentral das Wappen, flankiert von je drei männlichen und weiblichen Schutzpatronen und umgeben von vier Engeln (Eusebi Arnau und Pedro Gargallo y Catalán)

- Den Figuren der Schutzpatrone, drei männliche auf der Ostseite und drei weibliche auf der Westseite, die folgende Heilige darstellen: den hl. Josef, den hl. Jakobus den Älteren und den hl. Johannes den Täufer sowie die hl. Theresa von Ávila, die hl. Anna und die hl. Katharina von Siena. Domènech hielt sich auch hier an die Trennung der Geschlechter, die im gesamten Krankenhaus herrschte. Es handelt sich um Hochreliefs von Pablo Gargallo y Catalán auf gelbem Mosaikgrund, der an die Vergoldungen von Hochaltären erinnert[10].
- Den stehenden Engeln, die sich unter je einem Baldachin an den vier Pilastern seitlich der Schutzpatrone bzw. schräg oberhalb des Wappens befinden und den ikonografischen Schatz dieser Ebene beschützen. Auch sie sind das Werk von Pablo Gargallo Catalán, obwohl sie einen menschenähnlicheren Stil zeigen als diejenigen im Erdgeschoss[15].

Über den drei Stockwerken des Gebäudes erhebt sich der Uhrturm, der von einem großen Kreuz gekrönt wird. Er erreicht eine Höhe von 62 Metern über dem Straßenniveau und von 32 Metern über dem Gebäude. Es handelt sich um ein geometrisches Maßwerk aus Stein, das von vier steinernen Bogenstrebepfeilern getragen wird, die sich auf einer vierseitigen, konkaven Backsteinarchitektur mit fünf Rundbögen auf jeder Seite erheben und ihm das Aussehen einer Galerie verleihen. An jeder der vier Ecken des Turms befinden sich Skulpturen geflügelter Wesen, Werke von Pablo Gargallo. Sie sitzen jeweils unter einem Baldachin und halten in der Hand ein Buch, ein Kreuz, einen Anker und den Stoff des erhobenen Gewandes. Sie werden als Symbole der Kardinaltugenden interpretiert: Gerechtigkeit, Klugheit, Tapferkeit und Mäßigung. Auf jedem der Baldachine über den sitzenden Engeln finden sich vier Köpfe von Jugendlichen und Kindern. Die Galerie ist von einem Maßwerkgeländer mit kleinen, rautenförmigen Keramikzinnen und Wasserspeiern in Form fantastischer Kreaturen umgeben. An der Basis der Uhr befinden sich vier Frauenbüsten und zwischen den Zifferblättern der Uhr jeweils ein Greif. Vor dem Uhrturm steht an der Spitze der Hauptfassade ein großer Freiheitsengel mit offenen Flügeln. Domènech beauftragte Eusebi Arnau mit der Anfertigung der Zinnen und der übrigen Schmuckelemente, während er Gargallo den Satz von Engelfiguren in Auftrag gab.

#### Die Embleme
Die Tympana über den Fenstern der Hauptfassade enthalten viel von der von Domènech entworfenen Symbolik. Der erklärte Zweck ist, dass die aus dem Vermächtnis von Pau Gil stammenden Gebäude „mit einem festen Umriss und einem eigenen Erscheinungsbild gekennzeichnet wurden, der dem Hospital de Sant Pau innerhalb eines festen Plans die größtmögliche Individualität verleiht“. Unter den komplexeren Emblemen mit heraldischem Ursprung erscheinen:

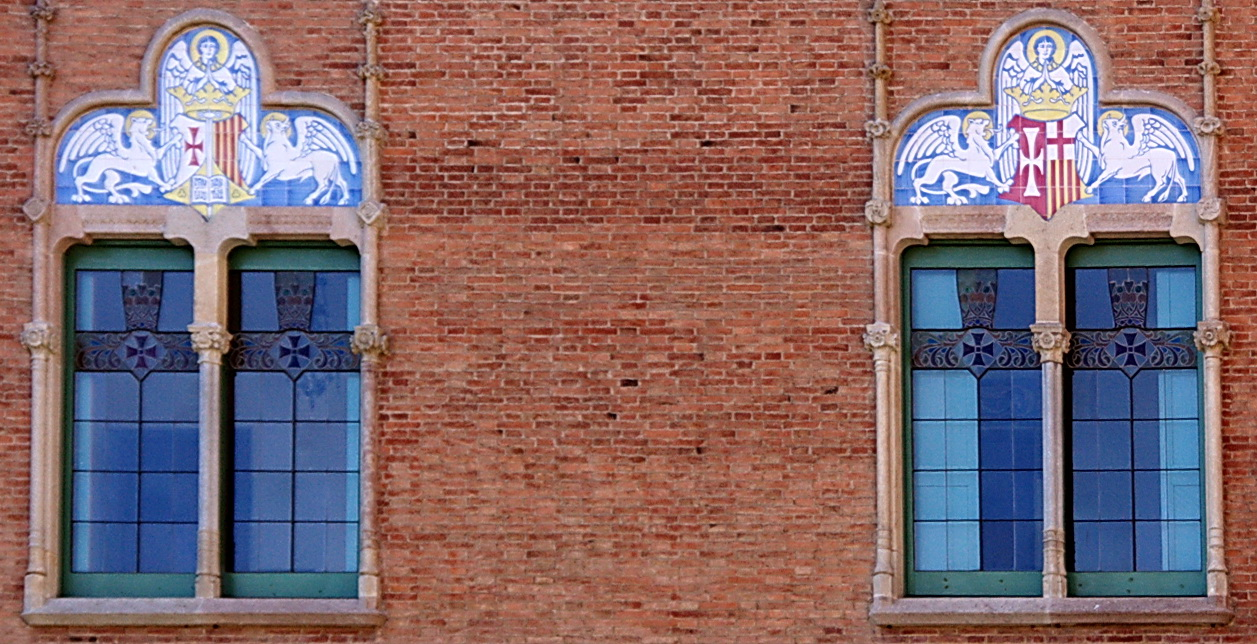
Tympana der Fenster der Hauptfassade

- ein Wappen mit drei Feldern, von denen eines das Tatzenkreuz in Weiß vor rotem Hintergrund, die beiden anderen die vier Pfähle und das Kreuz des Wappens von Barcelona zeigen.
- stellvertretend für die sechs fusionierten Krankenhäuser das alte Tatzenkreuz des Hospital de la Santa Creu mit den vier Pfählen und einem Schwert, das den hl. Paulus symbolisiert, darunter ein offenes Buch mit dem Namen des Heiligen.
- die katalanischen roten Pfähle, umgeben von der Ordenskette vom Goldenen Vlies, in Erinnerung an die Aufnahme der Grafen von Barcelona in diesen Orden 1445.
- das Wappen von Pau Gil: Beiderseits des Schwerts des hl. Paulus stehen über dem offenen Buch statt des Tatzenkreuzes und der Pfähle die Initialen „P“ und „G“[11].

In den Tympana tritt diese beschriebene heraldische Symbolik in Kombination mit den Attributen der Evangelisten auf: einem Buch für Matthäus, dem Stier für Lukas, dem Löwen für Markus und einem Engel, der den Adler des Johannes ersetzt. Die Flügel des Stiers und des Löwen symbolisieren die Vergeistigung und den Fortschritt des Lichts in Richtung Ewigkeit.

#### Das Vestibül
Das Vestibül ist ein großer Raum, der aus neun Gewölben besteht – einige kugelförmig, andere elliptisch –, die mit ährenförmig angeordneten Keramikfliesen bedeckt sind und auf Marmorsäulen mit einer achteckigen Basis und einem ebensolchen Kapitell mit Blumendekoration ruhen. Die Hängezwickel der Gewölbe enthalten eine Reihe von Emblemen, die auch in anderen Teilen des modernistischen Baukomplexes zu finden sind. Die 36 Zwickel im Vestibül vereinen elf verschiedene Symbole:
- das Stadtwappen von Barcelona
- die vier roten katalanischen Pfähle
- das Wappen von Paris – ein Segelboot mit drei Lilien – für den Wohnsitz von Pau Gil
- ein aufrechter Löwe mit der Umschrift 'La dicha en la honradez' (Glückseligkeit liegt in der Ehrlichkeit), das Motto der Banca Gil
- ein Alpha mit dem Jahr des Baubeginns des Gebäudes (1905)
- ein Omega mit dem Datum der Vollendung (1910)
- das Wappen des Hospital de la Santa Creu
- das Wappen des Hospital de Sant Pau, selbst entworfen von Domènech i Montaner
- das Kreuz des hl. Georg (Sant Jordi)
- das Tatzenkreuz der Kathedrale von Barcelona
- der Nachname des Stifters „Gil“

Zwei kurze Treppen führen zum Verbindungskorridor in die beiden Seitenflügel des Gebäudes. Diese Korridore sind sehr helle Räume mit großen Fenstern, die einen Großteil der Buntglasfenster des Gebäudes enthalten. Ihre Gewölbe sind reich mit Keramiken mit heraldischen Darstellungen verziert, die von Pujol i Bausis hergestellt wurden.

#### Die Ehrentreppe
Links des Vestibüls befindet sich der Raum, wo die Ehrentreppe beginnt. Hier sticht die Türe zum Keller hervor, flankiert von zwei Skulpturen unter einem Baldachin, die die Orden repräsentieren, die im alten Krankenhaus gearbeitet haben: rechts die Brüder der Nächstenliebe vom Heiligen Kreuz und links die Hospitalschwestern vom Heiligen Kreuz. Über der Tür stellt im Tympanon ein Hochrelief den hl. Martin von Tours zu Pferd dar, wie er den Mantel mit dem Armen teilt. Das Relief befindet sich in einem spitzbogigen Rahmen mit neugotischem Blumendekor und zwei Dämonen in den Zwickeln. Das Ensemble von 1905 von Pablo Gargallo Catalán ist dem katalanischen Schutzpatron des zwölften Jahrhunderts gewidmet.
Die Ehrentreppe selbst und ihre Säulen sind das Werk von Joaquim Solé. DieTrittstufen sind aus Marmor aus Macael gefertigt, die Stoßstufen mit gelb glasierter Keramik mit einem Relief verkleidet. Das steinerne Geländer in neogotischem Stil besteht aus durchbrochenen Rosetten, in denen sich das „G“ des Stifternamens und das Tatzenkreuz des Hospitals abwechseln. Die Wände sind zweifarbig, wobei sich das Rot des Ziegelmauerwerks mit weißen Marmorstreifen abwechselt. Auf diesen Streifen alternieren vier Verzierungen: die Initialen „P“ und „G“, das Tatzenkreuz und die Pfähle Barcelonas.
Das Treppenhaus wird von einem achteckigen Kreuzrippengewölbe mit Bögen aus karamellfarbenen glasierten Ziegeln bedeckt. Die Kreuzungen der Bögen werden durch keramische Blumenreliefs verziert. Die Felder des Hintergrunds zwischen den Bögen sind mit ockergelben Mosaiken floraler Motive auf weißem Grund gefüllt, entworfen und hergestellt von Mario Maragliano i Navone (*1864 in Genua ; †1944 in Barcelona). Tatsächlich ist ein Teil des Gewölbes über eine der Wände gebogen, so dass in der direkten Ansicht von unten nur sechs Seiten zu erkennen sind, fünf von gleicher Größe und eine sechste, die in der Länge drei anderen entspricht und dem Gewölbe eine besondere Asymmetrie verleiht. Das gesamte Gewölbe wird von kurzen Säulen getragen, die auf großen Steinkonsolen ruhen, die wie Arme aussehen, die aus der Wand hervorkommen und in Kapitellen enden, die die gleichen floralen Keramikelemente zeigen wie die Gewölbebögen.
In der Mitte des Gewölbes befindet sich ein großes achteckiges Buntglasfenster, ein Werk aus der Werkstatt des Glaskünstlers Antoni Rigalt i Blanch (*Barcelona 11.02.1850 ; †ebenda, 12.12.1914), das zweifellos eine Weiterentwicklung des Fenster des Palau de la Música Catalana von 1908 sein sollte.
Am Ende der Treppe findet man im ersten Stock Relieftafeln von Pablo Gargallo, die die sieben Werke der tätigen Nächstenliebe zeigen.

#### Der Veranstaltungssaal
Dieser 14 × 10 Meter große Saal im ersten Stockwerk des Gebäudes weist eine Höhe von 17,4 Metern auf. Er hat seit seiner Fertigstellung praktisch keine Veränderungen erfahren.
Auf mittlerer Höhe besitzt er eine umlaufende Balkongalerie mit der Inschrift Ampareu Senyor, als benefactors y als asilats d'aquesta Santa Casa aixis en la terra com en lo Cel e inspireu sentiments de caritat envers d'ella. Amen. (Du, Herr, wirst die Wohltäter und die Schutzbefohlenen dieses Heiligen Hauses sowohl auf Erden als auch im Himmel behüten und ihm gegenüber Gefühle der Nächstenliebe wecken. Amen.) Die Eingangstür weist auf ihrer Innenseite ein Tympanon von Pablo Gargallo auf, das den hl. Georg als Drachentöter unter dem alten Wappen Kataloniens zeigt, flankiert von zwei Macers, leitenden Beamten der frühen Neuzeit, die als Zeichen ihres Amtes ihre Keulen (katalanisch maça) tragen. Das Relief, das dem am Fuß der Ehrentreppe ähnelt, ist beinahe eine Replik des Portals des hl. Michael an der Basílica de la Merced in Barcelona.
Am gegenüberliegenden Ende, wo sich der Tisch des Präsidenten der Verwaltung befindet, erhebt sich eine neugotische Balkonkonstruktion aus Stein. Ihre Basis, die als Hintergrund des Ehrentisches des Präsidenten dient, zeigt ein farbenprächtiges Mosaik mit floralen Motiven. Die Farbpalette wird stark von hellen Grün- und Orangetönen geprägt, die einen Vorhang simulieren. Der Balkon selbst besitzt eine Säulengalerie, über der sich wiederum ein Tympanon von Gargallo befindet. Es zeigt ein großes Wappen mit den Symbolen der sechs fusionierten Krankenhäuser, flankiert von zwei Engeln und gekrönt von einer Fledermaus über einer Ulme. Die Keilsteine über dem Tympanon sind abwechselnd aus verziertem Stein und aus Ziegeln, was einen mehrfarbigen dekorativen Effekt erzielt. Dies erinnert an die maurische Technik des Ablaq, wie man sie beispielsweise an der Puerta de San Esteban an der Mezquita-Catedral von Córdoba findet.
Die Ecksäulen sind mit Mosaiken verziert, die Seitenwände ziert ein Keramikfries von Maragliano und Gemälde von Aleix Clapés i Puig (*10.09.1846 in Vilassar de Dalt bei Mataró ; †17.12.1920 in Barcelona), der auch schon mit Antoni Gaudí am Palau Güell und der Casa Milà zusammengearbeitet hatte. Die Gewölbe der Saaldecke sind ebenfalls mit Mosaiken bedeckt, die an blaue Feigen vor gelbem Grund erinnern.

#### Die Cambó-Bibliothek
An den Enden der beiden Seitenflügel befinden sich zwei Säle, die ursprünglich wie der Veranstaltungssaal die Höhe der gesamten drei Stockwerke einnehmen sollten. Doch durch das spätere Einziehen von Zwischendecken ist der spektakuläre Anblick ihrer Deckengewölbe nur noch im dritten Stock zu sehen.
An der Ostseite befindet sich die Cambó-Bibliothek. Diese weist aufgrund ihrer vielfältigen Bearbeitung eine große symbolistische Kraft auf. Sie besitzt zwei große Gewölbe, die im Mudéjar-Stil dekoriert sind,
wobei sich aus dem flachen Ziegeluntergrund erhabene Keramikelemente erheben, die in ihrem Dekor die im Gebäude üblichen symbolistischen Referenzen erzeugen. Es tauchen auf: Der Namenszug Gil, die Initiale „P“, das Tatzenkreuz, die Wappen von Barcelona und Paris, das Wappen des Hospitals und vielerlei florale Formen. Sowohl in Form als auch in Farbe ist es der originellste Raum des gesamten Komplexes mit Verweisen auf den Torre de las Infantas der Alhambra. Die mit Muqarnas verzierten Oberflächen der Pendentifs unter den Kuppeln verstärken das Gefühl, eine Decke im Palast von Granada zu betrachten. Das Design der Keramikstücke stammt von Francesc Madurell i Torres.

#### Der Archivsaal
Der Archivsaal am Ende des Westflügels hat durch eine Renovierung seine ursprüngliche Gestalt wiedererlangt. Die Gewölbe aus bemalter Keramik ragen heraus, indem sie die Sonnenstrahlen imitieren, die von einem Ring weißer Wolken in der Mitte ausgehen, die das Wappen des Hospital de la Santa Creu umgeben. Keramikrippen bilden eine sternförmige Struktur mit keramischen Blumenbuketts an den Spitzen. Der Saal besitzt ein großes Buntglasfenster, das einen Großteil der hohen Wand einnimmt.

### Das Operationsgebäude
Das Operationsgebäude liegt in der Mitte der zentralen Straße, direkt hinter einem Kreuz, das das noch bestehende Kreuz im alten Hospital de la Santa Creu in der Altstadt reproduziert. Es ist ein Bauwerk mit einem einzigartigen Design und ganz den Ärzten gewidmet; daher rührt auch sein Patrozinium der Heiligen Kosmas und Damian, Schutzpatrone der Ärzte und der Apotheker. Es besteht aus einem Kellergeschoss und drei Stockwerken und ist über eine kurze, aber prächtige Treppe zugänglich, die auf einer Veranda unter einer Galerie endet, die den Eingang überdacht.

Auch dieses Gebäude besitzt drei Baukörper: einen Zentralbau, auf dem sich der größte Teil der Ikonographie konzentriert, und zwei Seitenflügel mit bedeutenden Fenstern und den Mosaikbildern der beiden Schutzpatrone von Maragliano i Navone. Drei weitere Mosaiktafeln schmücken die beiden Fenstern an den Seiten und an der Rückseite des Gebäudes: Es handelt sich um drei Marienbilder, die sie als Muttergottes der Verlassenen, als Muttergottes der Barmherzigkeit und bei der Himmelfahrt darstellen. Das erste ist ein sitzendes Bildnis der Madonna mit dem Jesuskind, begleitet von einem Gebet. Auf dem zweiten wird die Madonna de la Mercè, Schutzpatronin von Barcelona, von zwei männlichen Porträts flankiert, die mit dem hl. Pedro Nolasco und dem Bischof Jaume Català i Albosa (*01.11.1835 in Arenys de Mar ; †01.03.1899 in Barcelona) identifiziert werden. Auf dem dritten Mosaik wird Maria von zwei Engeln in den Himmel geleitet. Die Bekrönungen der Fenster sind in blau bemalter Keramik gestaltet. Im dritten Stock des Zentralgebäudes finden sich in einer Blendarkade acht große Keramiktafeln mit weißen Adlern mit erhobenen Flügeln und Gloriole auf blauem Grund, über denen die Namen berühmter spanischer Ärzte des 18. und 19. Jahrhunderts stehen. Von links nach rechts sind dies:
- Josep de Letamendi, Anatom (*11.03.1828 in Barcelona ; +06.07.1897 in Madrid) |
- Antonio Mendoza y Rueda, Chirurg (*1811 in Málaga ; +1872 in Barcelona) |
- Joan Jiner i Partagás, Hygieniker und Dermatologe (*18.11.1836 in Cabra del Camp ; +27.02.1903 in Barcelona) |
- Antoni de Gimbernat i Arbós, Chirurg (*15.02.1734 in Cambrils ; +17.11.1816 in Madrid) |
- Pere Virgili i Bellver, Gynäkologe und Chirurg (*1699 in Vilallong del Camp bei Tarragona ; +1776 in Barcelona) |
- Joan Marsillach i Parera, Internist (*22.03.1821 in Barcelona ; +29.02.1896 in Sant Gervasi de Cassoles) |
- Ramon Torrent i Torrabadella, Chirurg (*1826 in Granollers ; +17.04.1882 in Barcelona) |
- Joan Soler i Buscallà, Dermatologe (*1835 in Olvan ; +09.11.1895 in Barcelona)

Sowohl diese Paneele als auch die Fenster und die Galerie im zweiten Stock des Mittelbaus sind von steinernen Säulen und Bögen eingerahmt, die zahlreiche gestalterische Elemente von großem künstlerischem Wert aufweisen wie Baldachine, Zinnen, Wasserspeier, Greife, Engel und Wappenschilde. An der Spitze der Hauptfassade steht ein großer Engel mit geöffneten Flügeln und einladender Geste, ein weiterer krönt die rückwärtige Fassade. Das bekrönte Wappen auf dem Giebelfeld ist dasjenige der sechs 1902 fusionierten Krankenhäuser. Es wird von zwei Löwen gehalten und ist das Werk von Eusebi Arnau, während der Rest des Skulpturenschmucks an diesem Pavillon von Pablo Gargallo stammt.
Das Operationsgebäude verfügte im Untergeschoss über Räume für die Desinfektion, die Operationssäle, die Räume für die Anästhesie und für die postoperative Phase befanden sich im ersten Stock. Der zweite Stock war Räumen für kleinere Eingriffe vorbehalten und die technischen Bereiche der Röntgendiagnostik und für die Sterilisation lagen im dritten Stock.

## Die Kunsthandwerker und Mitarbeiter
Der Entwurf Lluís Domènech i Montaners erstreckte sich bis in die letzten dekorativen Details, die ja die Funktion erfüllen mussten, eine ideale Umgebung für die Kranken und das ärztliche und pflegerische Personal zu schaffen. Das ursprüngliche Projekt, wie es in den Spezifikationen für die einzelnen Bauwerke veröffentlicht wurde, wurde aus wirtschaftlichen Gründen reduziert. Es gibt einen erheblichen Unterschied zwischen dem Verwaltungsgebäude, das einen Hinweis liefert, wie das ursprüngliche Projekt geplant war, und den zuletzt gebauten Pavillons.
Domènech entwarf sein komplexes Programm an Schmuckelementen mit der Unterstützung seines üblichen Teams von Handwerkern, von denen einige dem Atelier angehörten, das er zusammen mit Antoni Maria Gallissà i Soqué für das „Schloss der drei Drachen“ aufbaute. Keramik, Mosaik, Skulpturen, Glasmalerei und Kunstschmiedearbeit stechen unter den Kunsthandwerken hervor. Von allen ist die Keramik die herausragendste, da sie neben ihren ästhetischen Eigenschaften eine hygienische Funktion erfüllt, die der Architekt im Projekt besonders gefordert hatte.

### Die Keramikarbeiten
Domènech war von Keramik begeistert und besaß auch selbst Kenntnisse darin. Am Ende des 19. Jahrhunderts galt die Rückbesinnung auf die Techniken der Keramik als Übermittler antiker Werte, was sie zu einem wichtigen Teil nationalistischer Ideologie machte. Diese Vision steigerte Doménechs Interesse und er intensivierte sein Studium der Keramik und den Wunsch einer Wiederbelebung und des Sammelns. Herausragende Sammler waren der Architekt Antoni Maria Gallissà, der Maler und Graphiker Ramon Casas i Carbó, der Schriftsteller und Dramaturg Santiago Rusiñol i Prats und der Maler Marià Fortuny i Marsal, die ihre Sammelleidenschaft reflektierender Keramik mit Baron Jean-Charles Davillier teilten, der 1861 ein großes Werk über metallisch glasierte Keramik in Spanien veröffentlicht hatte. In diesem Milieu hatte Domènech die beste Gelegenheit, ein umfassendes keramisches Programm zu entwickeln, das er im Detail selbst entwarf.
Die vielen Keramiken im Krankenhauskomplex lassen sich nach Oriol Bohigas in vier Gruppen einteilen :
- Stücke, die eine Zeichnung wiederholen und Übergänge bilden, wie in den Gewölben oder als Friese.

- Fliesen mit einzigartigen Zeichnungen für eine gesamte Oberfläche. Es gibt Zeichnungen mit heraldischen, tierähnlichen oder floralen Themen.

- Glasierte Keramik mit einem Relief, Rippen oder Körperelementen, die in verstärkenden Beschichtungen verwendet wird.

- Trencadís – ein in Katalonien und Valencia verbreitetes Mosaik aus glasierter Keramik.

Hersteller der verwendeten Keramiken waren u. a.:
- Die Fabrik für glasierte Töpferwaren von Cristòfol Guillamont d'Alcora. Diese stellte die halbkugelförmigen Stücke in Weiß und Blau her, die auf der Veranda und an der rückwärtigen Fassade des Verwaltungsgebäudes auftauchen. Dieses Design wurde von Domènech bereits früher im Speisesaal des Hotels España verwendet[11].

- Die Fabrik Elies Peris i Cia. aus Onda fertigte die Stücke im Hospital an, für welche große Zeichnungen gebraucht wurden, wie z. B. die Tympana der Fenster und Türen. Sie produzierte auch Sockelverkleidungen in grüner Farbe und blau-weiße Fliesenböden[11].

- Die Fabrik Pujol i Bausis aus Llobregat produzierte handbemalte oder gebohrte Keramik für die Gewölbe im Verwaltungsgebäude und andere Spezialanfertigungen[11].

- Die Fabrik von Josep Oriols i Pons produzierte weitere Zier- und Ergänzungsteile[21].

### Die Mosaikarbeiten
Die Verwendung von Mosaiken innerhalb des modernistischen Baukomplexes ist viel bescheidener als in anderen von Domènech i Montaner entworfenen Gebäuden, wie dem Palau de la Música Catalana. Die Mosaiken sind das Werk von Mario Maragliano i Navone, der mit Domènech bereits 1902–1905 am Casa Lleó Morera und am Seminario Mayor in Comillas zusammengearbeitet hatte. Maragliano arbeitete zwischen 1907 und 1911 am Hospitalkomplex mit.

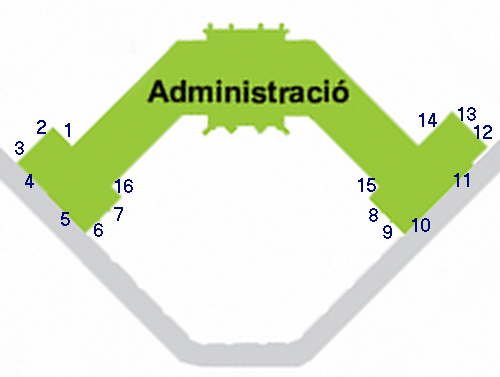
Nummerierung der Mosaikpaneele am Gebäude der Hauptverwaltung

Da es sich um ein Material mit hohen Arbeitskosten durch das aufwändige Zuschneiden handelt, konzentrierte sich seine Verwendung auf vier Bereiche:
- die luxuriösesten Teile des Krankenhauses im Verwaltungsgebäude, wie die Ehrentreppe, den Veranstaltungssaal oder das Vestibül.

- drei Krankenpavillons, an denen ausnahmsweise eine Mosaikplatte die Skulptur des Patrons des jeweiligen Pavillons ersetzte. Dies betrifft die beiden kleineren Aufnahmepavillons Sant Jordi und Santa Apollònia, die statt Skulpturen auf der Vorderseite der Gebäude gelappte rechteckige Steinrahmen mit Mosaiken besitzen. Ein ähnlicher Fall ist der Pabelló Santa Victòria, der viel später (1926) erbaut wurde. In den Pavillons der zweiten Bauphase gab es nur sehr wenige Skulpturen, die in diesem Fall durch ein Mosaik in einem sehr konventionellen Stil ersetzt wurde.

- fünf Paneele am Operationspavillon. Die Figuren der Heiligen Kosmas und Damian befinden sich an den Fenstern der Hauptfassade. Die drei Marienmosaiken, die die Seiten- und Rückansicht schmücken, wurden bereits erwähnt. Dazu kommen zwei dreiteilige Mosaike mit Darstellungen von Sant Martí und Sant Jordi, den Schutzpatronen des mittelalterlichen und des heutigen Kataloniens, mit heraldischer Symbolik an ihren Seiten über zwei Fenstern an der rückwärtigen Fassade des Verwaltungsgebäudes.
- sechzehn große Paneele zur Geschichte des Hospitals an den Seitenflügeln des Verwaltungsgebäudes. Vier davon weisen direkt auf die umgebenden Straßen, sechs sind vom Vorplatz aus und der Rest eher von der rückwärtigen Seite des Gehäuses zu sehen. Sie zeigen die Geschichte des Krankenhauses von seinen mittelalterlichen Ursprüngen bis zur Schaffung des modernistischen Komplexes in einer chronologischen Reihenfolge.

| Nr | Text | Bild | Bild | Text | Nr |
| -- | --- | ---- | ---- | --- | -- |
| 1  | Nach der Mitte des 9. Jahrhunderts gründete Guitard, Vizegraf von Barcelona unterhalb der Stadtmauern das Hospital de la Santa Creu i Santa Eulalia. |      |      | Am 5. Juli 1014 haben Graf Ramon Berenguer I. von Barcelona und seine Frau Elisabeth das Hospital unter dem Patrozinium des Heiligen Kreuz und der hl. Eulalia restauriert.                                                                                              | 2  |
| 3  | Mitte Juli 1131 begibt sich Graf Ramon Berenguer III. von Barcelona ins Hospital de la Santa Creu, um dort unter den Armen zu sterben. |      |      | Im Jahr 1229 gründet Colom, Kanoniker der Kathedrale von Barcelona, das Krankenhaus vom Heligen Kreuz ein zweites Mal und hinterlässt Geld für seinen Unterhalt. Papst Honorius III. stellt es unter den Schutz des Heiligen Stuhls.                                     | 4  |
| 5  | Am 15. März 1401 kommen der Rat der Hundert der Stadt Barcelona, Bischof Armengol und die Kanoniker überein, die Hospitäler Sant Macià, de Marcús und Colom zusammenzulegen. Später schließen sich noch diejenigen von Santa Margarida und von Santa Eulalia an, um mit Zustimmung des Gegenpapsts Bendikt XIII. das II. Hospital de la Santa Creu zu bilden. |      |      | Am 17. April 1401 legt Martin der Humane, König von Aragón, den Grundstein des II. Hospital de la Santa Creu. | 6  |
| 7  | Am 17. April 1401 legt auch Königin Maria de Luna, Gattin von Martin dem Humanen, einen der Grundsteine des II. Hospital de la Santa Creu. |      |      | Am 17. April 1401 legt Prinz Jaime von Aragón, Graf von Prades, im Namen von König Martin von Sizilien, Sohn des gleichnamigen Königs von Aragón, einen der Grundsteine des II. Hospitals de la Santa Creu.                                                              | 8  |
| 9  | Am 17. April 1401 legen Bischof D. Johan Armengol und die ehrenwerten Räte der Stadt R. Cavall, Ferrer de Marimon, A. Bucot, M. Roure und L. de Gualbes einen der Grundsteine des II. Hospitals de la Santa Creu. |      |      | Am 4. Mai 1638 fängt das II. Hospital de la Santa Creu Feuer. Die Bürger von Barcelona kommen ihm zu Hilfe und erreichen durch ihre Wohltätigkeit noch vor Ablauf eines Jahres seinen vollständigen Wiederaufbau.                                                        | 10 |
| 11 | Die Ratsherren, Statthalter und Bürger von Barcelona des 18. und 19. Jahrhunderts unterstützen das weltliche Hospital de la Santa Creu mit zahlreichen Spenden und Vermächtnissen aus reichlich vorhandenen Mitteln und richten eine Tombola und weitere beliebte Ressourcen zu seinem ständigen Unterhalt ein.                                               |      |      | Am 17. September 1892 verfügt der in Barcelona geborene Pau Gil i Serra, wohnhaft in Paris, in seinem Testament den Bau des heutigen Hospitals de Sant Pau. | 12 |
| 13 | Am 19. Juni 1901 schließen durch Vermittlung von Dr. Bartomeu Robert und Leopold Gil i Llopart die Testamentsvollstrecker Manuel Sivatte i Llopart und Joan Ferrer-Vidal i Soler mit dem Vorstand des Hospitals de la Santa Creu den Vertrag zur Umsetzung des gegenwärtigen Krankenhauses.                                                                   |      |      | Am 15. Januar 1902 legen die Verwalter des Hospitals de la Santa Creu, die Testamentsvollstrecker und die Kommission zur Umsetzung der Arbeiten begleitet von den Abordnungen der Behörden und lokalen Körperschaften den Grundstein des heutigen Hospitals de Sant Pau. | 14 |
| 15 | Am Vorabend von Weihnachten 1909 wird mit dem Setzen des Kreuzes auf der Turmspitze des Verwaltungsgebäudes der Bau des heutigen Hospitals de Sant Pau abgeschlossen. |      |      | Am 11. März 1923 legt der Bischof von Barcelona, Exz. Ramon Guiilamet, den Grundstein für die Kirche dieses Hospitals unter der Verwaltung der Herren Carles de Fortuny und Joan Josep Rocha und der Kanoniker Jaume Cararach und Sebastia Puig.                         | 16 |

Die beiden letzten Paneele 15 und 16 wurden erst 1923 von Lluís Bru i Salelles geschaffen, die zeichnerischen Vorlagen für alle sechzehn Mosaike lieferte Francesc Labarta i Planas.

### Die Skulpturen
Die große Zahl skulpturaler Werke im Hospitalkomplex spiegelt die vom Stifter Pau Gil gewünschte Bildsprache wider, wie sie von Domènech i Montaner interpretiert wurde. Die beiden entscheidenden Künstler bei deren Umsetzung waren Eusebi Arnau i Mascort und sein Schüler Pablo Gargallo y Catalán. In Teilen wirkte auch Francesc Madolell i Lluch mit.
Domènech hatte Arnau als 24-Jährigen 1888 bei der Arbeit am „Schloss der drei Drachen“ kennengelernt und bereits 1902–03 mit ihm am Hotel España zusammengearbeitet. Als er 1905 für das Hospital verpflichtet wurde, arbeitete Arnau bereits an der Casa Amatller und die Anzahl der Aufträge, die er aufgrund seiner Bekanntheit hatte, machte es ihm unmöglich, sich um alle Arbeiten im Hospital de Sant Pau zu kümmern. Daher stellte Domènech Pablo Gargallo ein, der Arnaus Schüler gewesen war. Arnau war verantwortlich für Skulpturen ab 1,5 Metern Größe, d. h. für alle Figuren historischer Personen, die das Verwaltungsgebäude umgeben und für die der Schutzpatrone der einzelnen Pavillons. Er ist auch der Schöpfer der beiden zentralen Wappen an Verwaltungs- und Operationsgebäuden.
Gargallo wiederum entwarf alle kleineren Schmuckfiguren und diejenigen am Zentralbau des Verwaltungsgebäudes und seinem Uhrturm. Von ihm stammen auch die Relieftafeln mit den Werken der Barmherzigkeit am oberen Ende der Ehrentreppe sowie die Reliefs und das Wappen im Veranstaltungssaal. Die architektonischen und dekorativen Skulpturen, welche die Ecken der Krankenpavillons füllen, sind das Werk von Francesc Modolell.

#### Die historischen Figuren
An den beiden Seitenflügeln des Verwaltungsgebäudes befinden sich im Umfeld der oben beschriebenen sechzehn Mosaikpaneele unter Baldachinen zehn jeweils 2 Meter große Skulpturen ohne identifizierende Inschriften. Ihre Auswahl wurde von Domènech getroffen. Es handelt sich dabei um Figuren der katalanischen Geschichte sowie zwei weibliche Heilige. Am linken Seitenflügel sind dies:
- Elisabeth von Nimes (†29.06.1050), war seit dem 14. November 1039 Gattin des Grafen Ramon Berenguer I. von Barcelona
- Graf Ramon Berenguer I. von Barcelona
- hl. Margareta von Antiochia
- Graf Ramon Berenguer III. von Barcelona
- Arnau de Vilanova (*zwischen 1238 und 1240 ; †1311 auf See vor Genua), katalanischer Arzt

Am rechten Seitenflügel sind dargestellt:
- Bischof D. Johan Armengol (†1408)
- Joan Fiveller (*vor 1400 in Barcelona ; †1434 ebenda), Mitglied im Rat der Stadt Barcelona 1406 - 1428
- hl. Eulalia, Patronin Barcelonas
- Jaume Salvador i Pedrol (*20.06.1649 in Barcelona ; †23.06.1740 ebenda), Botaniker und Gründer eines der ersten botanischen Gärten
- Dr. Bartomeu Robert i Yarzábal (*20.10.1842 in Tampico/Mexiko ; †10.04.1902 in Barcelona), Chefarzt und Politiker, Bürgermeister von Barcelona

Alle Figuren stammen von Eusebi Arnau und sind in einem realistischen Stil gehalten, der durch seinen Lehrer Venanci Vallmitjana i Barbany (*1826 ; †1919) und die monumentale Schule des 19. Jahrhunderts inspiriert ist. Die Ausdruckskraft, der Faltenwurf der Gewänder und die realistischen Gesichter sind kennzeichnende Merkmale dieser Skulpturenserie.

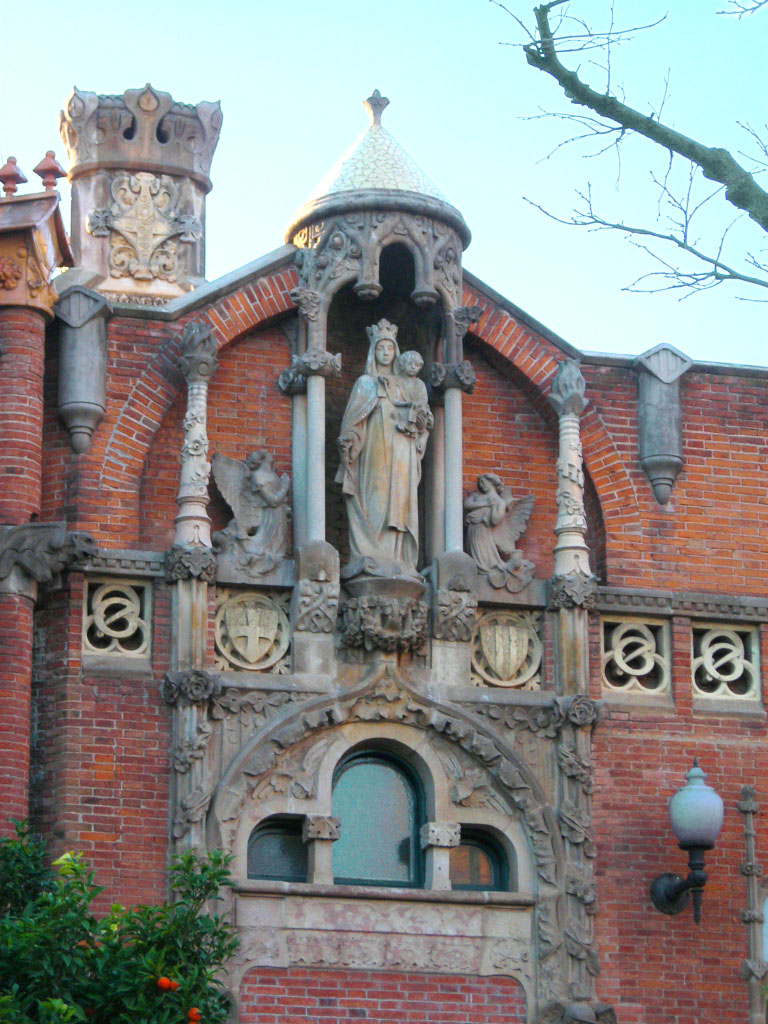
Unsere Liebe Frau vom Berg Karmel als Beispiel für die Präsentation der Figuren der Schutzpatrone von Eusebi Arnau

#### Die Figuren der Schutzpatrone
Der Hauptpatron des Hospitals, der hl. Paulus, steht in einem kleinen Tempel an der Westseite des Haupteingangs. Er ist gekennzeichnet durch seine Attribute Buch und Schwert, die auch auf vielen Mosaiken im Krankenhauskomples auftauchen. Auf die Reliefs der beiden Patrone Kataloniens, des hl. Martin und des hl. Georg, wurde bereits bei der Beschreibung der Ehrentreppe bzw. des Veranstaltungssaals eingegangen. Die Figuren der weiteren Patrone befinden sich jeweils in einem kleinen Tempel über der Eingangstür ihrer Pavillons. Die Türen befinden sich am immer etwas zurückgesetzten Zentralkörper der Pavillons. Über den Türen öffnet sich ein kleines dreiteiliges Fenster, das von einem Nebenbogen überwölbt wird, als wäre es das Tympanon der Tür. In den Zwickeln befindet sich ein florales oder zoomorphes Dekor, der zentrale Schlussstein ist mit einem Fleuron gekrönt, der auf jeder Seite von einem Schild begleitet wird und sich auf der gleicher Höhe mit der Dachreling befindet. Darüber ragt der Tempel hinaus, der das Bild des oder der Heiligen birgt, dem bzw. der der Pavillon gewidmet ist. Diese Tempel, jeweils getragen von zwei feinen Säulen aus Nummulitenkalk, haben eine sehr aufwendige Struktur mit Blumendekorationen, falschen Wasserspeiern und Trencadís auf den Dächern. Auf beiden Seiten der Tempel gibt es zwei kniende betende Engel, die auf den heiligen Schutzpatron blicken. Dieses Ensemble wird von dekorativen Fialen eingerahmt, die auf Höhe der Tür beginnen und oben in einer Fackel sowie unten mit dem Kopf eines Engels oder Cherubs enden.

### Die Glasfenster
Alle Fenster wurden von der Werkstätte Antoni Rigalt i Granell hergestellt. Es wurde belgisch-flämisches, weißes Kathedralglas verwendet. Kathedralglas ist auf der einen Seite flach und auf der anderen etwas unregelmäßig gehalten. Die Glasfenster haben in diesem Bauwerk weniger Bedeutung als in anderen von Domènech i Montaner entworfenen, wie der Casa Lleó Morera oder der Casa Navàs. Die Bauspezifikationen sahen bereits vor, dass die Buntglasfenster hell und schlicht sein sollten, mit Ausnahme in den luxuriösen Räumen des Verwaltungsgebäudes, wie der Bibliothek, dem Veranstaltungssaal und dem Museum sowie in den Korridoren zu den Büros der Seitenflügel im Erdgeschoss. Die Designer des Modernisme verwendeten Glasmalereien, um farbige Räume und ein bestimmtes Ambiente zu erreichen.  Domènech beschränkte die Farbigkeit auf Verwaltungs- und Leitungsbereiche und beließ es in den Pflegebereichen bei einfachem Weiß. Dieser Bruch mit der modernistischen Linie des restlichen Komplexes ist wahrscheinlich auf eine Budgetanpassung zurückzuführen. Die Entwürfe für die Scheiben stammen von Francesc Labarta und wiederholen die historistische Ikonographie der Darstellung der Symbole der ursprünglichen Krankenhäuser und des Mäzens Pau Gil.
Die Buntglasfenster der späteren Pavillons von Domènech i Roura entsprechen einem Entwurf von Miquel Farré i Albagés.

### Die Kunstschmiedearbeiten
Die Gitter an den Außenseiten des Eingangsbereichs basieren auf neogotischen Elementen. Am Haupteingang befinden sich drei zweiflügelige Tore aus vertikalen Stäben, die in kleinen geometrischen Fleurons enden. Diese sind mit Querbändern in Form von Girlanden verbunden, die aus einer elliptischen Grundform in T-förmigem Querschnitt profiliert sind. Die obere Girlande beginnt oberhalb des oberen Scharniers und endet mittig in einer Volte, die an eine Strelitzie erinnert. Die untere Girlande beginnt am mittleren Scharnier, beschreibt einen großen Bogen und endet wiederum außen in einer Volte oberhalb der Basis. Diese Basis besteht aus massivem Eisen mit aufgesetzten feinen Girlanden. Die Vereinigung der Flügel endet oben in einem großen Tatzenkreuz.
Der bepflanzte Außenbereich bis zu den Seitenflügeln des Verwaltungsgebäudes wird von gleichartigen Gitterelementen begrenzt, die alle zehn Meter von drei mit bunt glasierten Kacheln verkleideten Backsteinsäulen getragen werden. Diese werden von Fleurons mit heraldischen Elementen gekrönt.
An der restlichen Einfriedung gibt es wenig Schmiedeeisen. Es gibt zwar Fenstergitter, doch die wenigen existierenden Balkone sind aus Stein. So finden sich nur noch einige dekorative Elemente im Verwaltungsgebäude, wie die große Laterne in der Mitte der Ehrentreppe. Am Uhrturm gibt es noch einige Sicherheitselemente mit einer sehr dezenten Verzierung, die schon fast dem Noucentisme, der katalanischen Form des Neoklassizismus, zuzurechnen sind.

## Das neue Hospital
Der Gebäudekomplex des Hospital de la Santa Creu i Sant Pau wird heute nicht mehr als Krankenhaus genutzt, ein Neubau nördlich des Geländes wurde 2003 begonnen und 2009 fertiggestellt. Seitdem werden die alten Gebäude saniert, die seit 1997 zusammen mit dem Palau de la Música Catalana zum Weltkulturerbe der UNESCO zählen. Seit 2014 sind auf dem Gelände Institute wie das Institute for the Alliance of Civilisations (United Nations University) im Pavelló Sant Manuel und das European Forest Institute im Pavelló Sant Leopold ansässig, wo auch das City Resilience Global Programme von UN-Habitat untergebracht ist. Weiterhin hatte noch die Global Water Operators´ Partnerships Alliance von 2013-2019 ihr Sekretariat im Pavelló Marededéu de la Mercè (heute in Bonn), wo jetzt das Europabüro der Weltgesundheitsorganisation WHO für technische Unterstützung bei der Finanzierung von Gesundheitssystemen seinen Sitz hat.

Pavillons der UN-Organisationen im Hospitalkomplex
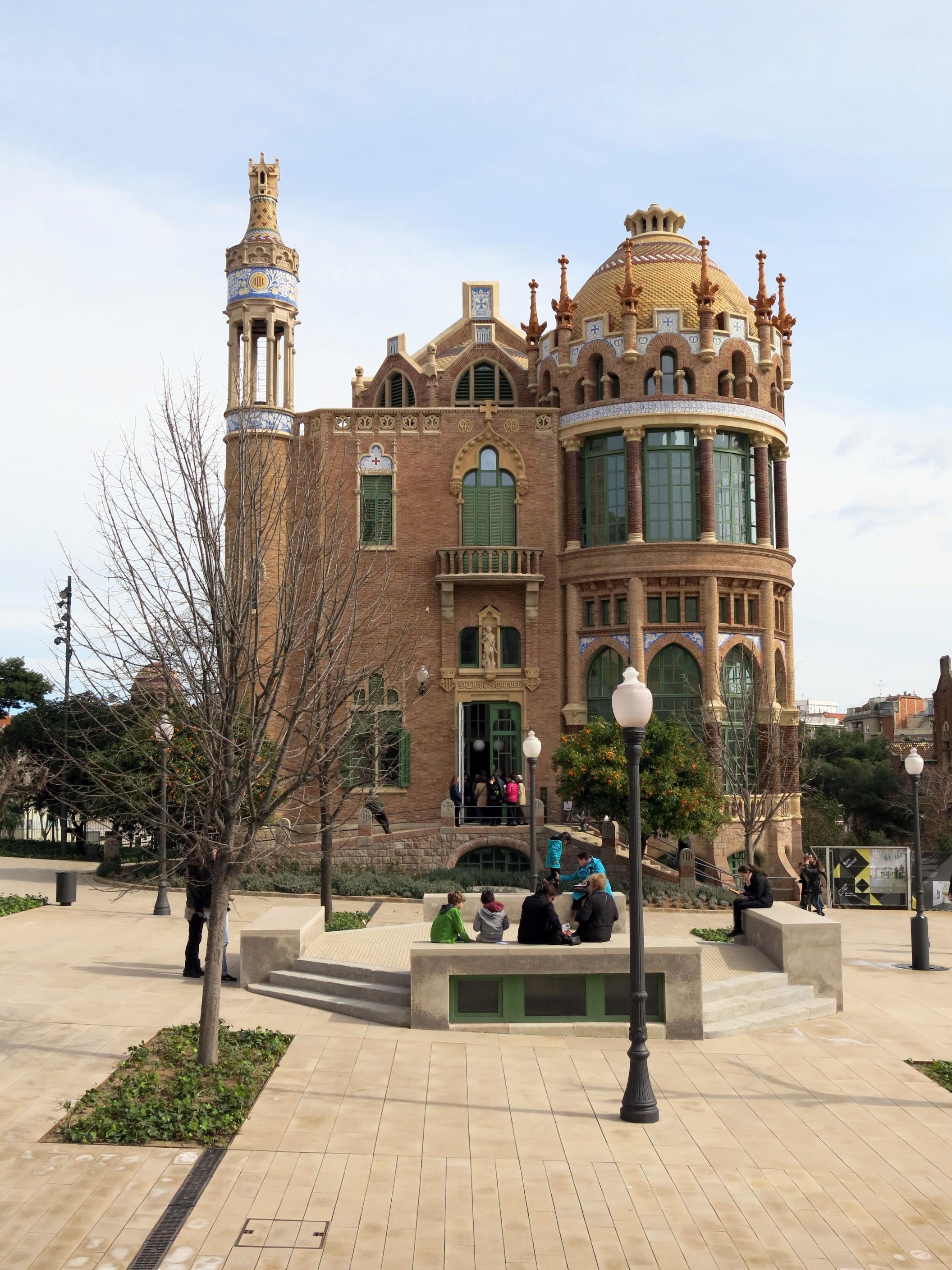
Pavelló Sant Manuel, Sitz der United Nations University
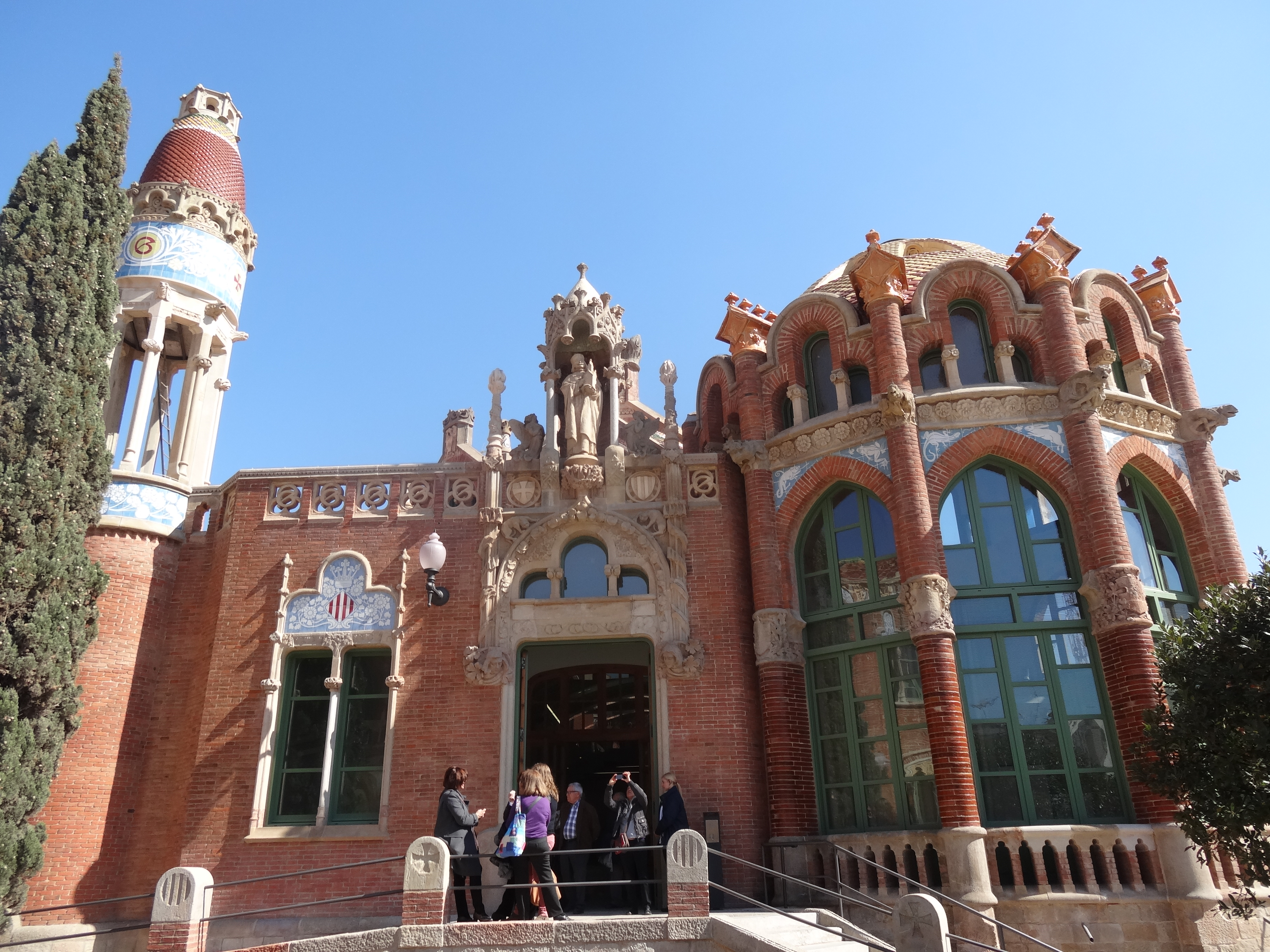
Pavelló de Sant Leopold, Sitz des European Forest Institute und des City Resilience Global Programme von UN-Habitat
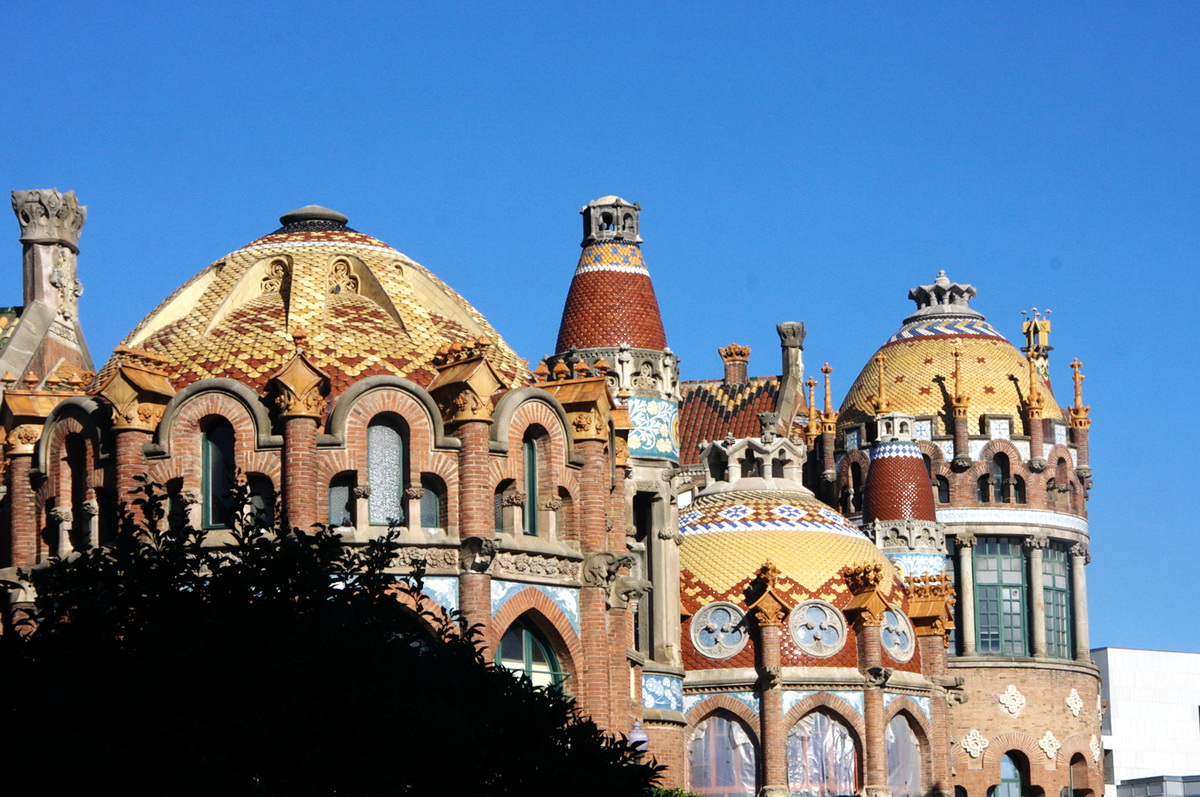
Pavelló de Marededéu de la Mercè, Sitz des Europabüros der WHO für technische Unterstützung bei der Finanzierung von Gesundheitssystemen